# プレバト!!
『プレバト!!』は、2012年10月11日から、TBS系列で毎週木曜日の19:00 - 20:00(JST)に放送されている毎日放送(MBS)制作のバラエティ番組。
2014年8月までの番組名は『使える芸能人は誰だ!?プレッシャーバトル!!』（つかえるげいのうじんはだれだ!?プレッシャーバトル!!）で、現行タイトルの『プレバト!!』は元々はその略称であった。
当項目では、2012年8月9日の『スパモク!!』内で放送した毎日放送とTBSテレビの共同制作によるパイロット版の特別番組『王様のチョイス! 〜使える芸能人は誰だ!?〜』（おうさまのチョイス 〜つかえるげいのうじんはだれだ!?〜）に関しても記す。

## 概要
番組タイトルを『プレバト!!』に統一するまでの放送内容については、後述する「沿革」を参照。2013年11月からは、「才能査定ランキング」（当初の企画名は「才能アリ?ナシ?ランキング」）と称して、芸能人・著名人がさまざまな分野での才能を競う企画を放送している。
レギュラー版の開始当初は55分間の放送枠だったが、2013年11月7日からは56分に拡大。2017年10月の改編からは、TBS系列20時台・22時台のレギュラー番組をフライングスタートから正時（0分）スタートへ戻すことに伴い、レギュラー版の放送枠を60分（19:00 - 20:00）に設定している。
番組開始当初から2015年9月までは、後枠番組（TBSテレビ制作の全国ネット番組）の『ニンゲン観察バラエティ モニタリング』（当時はレギュラー版を1時間枠で放送）と交互に、隔週に1回のペースで2 - 3時間のスペシャル版を編成していた。
同年10月改編で『ニンゲン観察バラエティ モニタリング』のレギュラー放送枠を2時間に拡大してからは、スペシャル版の放送が春・秋の番組改編期と年末年始に『モニタリング』以外の特別番組の編成による中断期間の前後に限られるようになった。その一方で、2017年8月31日放送分の3時間スペシャルからはTBS・毎日放送が制作する番組の代表者が出演する「TBS系人気番組対抗戦」 を定期的に実施している。
2021年8月5日以降の放送分については、毎日放送と同時ネット局の本放送日から1週間限定で、放送済みの本編の動画をMBS動画イズム・TVer・Gyao!から無料で配信している（詳細後述）。
なお、TBS系列では2021年の4月改編から『オオカミ少年』（浜田がMCを担当）を毎週金曜日の19:00 - 20:00に編成。制作局は異なるものの、浜田がMCを務める全国ネット番組が木・金曜日の19時台に組み込まれることになった。その一方で、『教えてもらう前と後』（当番組と同じく毎日放送の東京支社で制作）の放送枠を火曜20時台から月曜22時台に変更。『CDTV ライブ!ライブ!』の放送枠を21時台に繰り上げたほか、『バナナサンド』（TBS制作）の放送枠を水曜日の「テッペン!」枠から火曜20時台に移動させたことに伴い、ゴールデンタイムにおける毎日放送制作の全国ネット番組が当番組だけになった。
2022年10月にレギュラー放送の開始から10周年に到達したことを受け、同年の12月からは、twitterとinstagramに番組の公式アカウントを開設。
2023年には、「『知的エンターテインメント』というジャンルで、放送の開始から10年以上にわたって多くの人に支持され続けてきた」との理由から、第31回（令和4年度）の橋田賞を受賞。さらに、2025年8月14日の3時間スペシャルで、通算放送回数が500回に到達するのと同時に、スタジオセットと番組ロゴ、一部テロップ・フォントがリニューアルされた。

### 沿革と番組内容の変遷

#### レギュラー放送開始までの経緯
パイロット版として放送された『王様のチョイス! 〜使える芸能人は誰だ!?〜』を基に、MBSの単独制作による全国ネットのレギュラー番組として、2012年10月より木曜19時台で放送開始。同時にTBS系列では、2010年3月以来2年半振りに木曜19時台を全国ネット枠に充てるようになった。ただし実際には、『スパモク!!』と同じ2時間枠でスペシャル版を編成することが一般的であった。またパイロット版がTBSとの共同制作だったことの名残りから、TBS女性アナウンサーがパイロット版に続いてアシスタントを務めていた。
1992年10月にTBSの木曜19時台が1時間体制になって以降、毎日放送が全国放送の制作に関わるのは初。またTBS木曜19時枠は開局以来、その大半がTBS制作番組であるため、在阪準キー局（ABC→MBS）が制作に関わった番組は、1992年4月 - 同年9月に19:30 - 19:58で放送された『近藤正臣の味覚人情報』（MBS制作）以来20年ぶり、木曜日のゴールデンタイム全体でも1999年2月まで20時台に放送された『全国制覇バラエティ ジパング大決戦!』以来13年半ぶりとなる。

#### パイロット版・代理対決時代
大御所芸能人や有名スポーツ選手2人を「王様」に見立て、自らの代わりに戦う芸能人「戦士」を指名。団体戦形式で「王様」の代理対決を行う。
「王様」は対決種目の発表を受けて、「戦士」の自己アピールを参考に自分のチームの「戦士」を1名ずつ指名する。「王様」が2名とも同じ「戦士」を指名した場合には、ドラフト会議と同様の抽選を実施。抽選に当たった「王様」が、指名した「戦士」をそのまま獲得する。抽選に外れた「王様」は、未指名の「戦士」から希望の1名を選ぶ。
「王様」が全ての「戦士」を獲得した後に、それぞれのチームの「戦士」が提示された種目で対決。
全ての種目を終えた時点での成績が高いチームの勝利。勝利チームの「戦士」には、金一封が贈られるが、敗北チームの「王様」には罰ゲーム（顔面パイ投げ、居残りで番組宣伝など）が執行される。

#### 「漢字書き順トーナメント」時代
2012年11月22日放送分から2013年9月までは、上記の団体戦に加えて、芸能人が個人単位で対決する種目（個人戦）として「漢字書き順トーナメント」を開始した。2013年最初の放送（1月17日の2時間スペシャル）からは、団体戦を廃止する一方で、「漢字書き順トーナメント」を中心に個人戦を放送。同年4月以降も、個人戦のみでレギュラー放送を続けていた。
漢字書き順トーナメント
8人の芸能人による個人戦。お互い衝立で相手が見えない状態で、指定された漢字を一画ずつ書いていく。両者とも正解であれば続行、書き方が分かれた時点でストップし判定。不正解者は脱落となり、正解者のみ続けて書いていく。最後まで正しく書くことができれば勝利となる。両者正解・両者不正解の場合は課題の字を変えて再戦する。
送り仮名バトル
ひらがなで表された言葉を送り仮名も含めて正しく書けるか対決する。書き順トーナメント同様優勝者を決める方法と、書き順トーナメント初戦敗退者を中心に行い、最下位を決定する方法で行われた。

#### 「才能査定ランキング」放送開始後の影響
2013年11月からは番組内容が「才能査定ランキング」に変更され、大幅にリニューアルされた。
中でも「俳句の才能査定ランキング」への人気が特に高く、関連本の出版や派生企画・イベントの実施などに発展。俳句界全体の活性化にもつながっている（詳細後述）。現に、俳句を査定する夏井いつき（俳人）は「当番組へのレギュラー出演によって全国的な俳句ブームを牽引した」との理由で、第44回（2017年度）の放送文化基金賞を個人・グループ部門で受賞した。
基本として「俳句の才能査定ランキング」を前半、他のジャンルの才能査定ランキングを後半に放送するレギュラー版は、2018年ごろから「俳句」の放送時間を全体（60分）の4分の3（40 - 45分）程度にまで拡大。2017年からは、俳句関連企画だけの「特別編」を放送する場合もある。梅沢富美男が「永世名人」に昇格してからのレギュラー版では「永世名人」以外の挑戦者に対する査定結果の発表・作品添削の模様を番組の後半に放送したうえで「永世名人のお手本」（「永世名人」限定の査定企画）をエンディングパートに組み込む構成が定着している（詳細後述）。
毎日放送では、2018年7月1日から公式サイトで展開している『MBSコラム』の中で「もう一度楽しむ『プレバト』」というページを開設。同年6月14日以降の放送分を対象に「俳句の才能査定ランキング」の概要を改めて紹介するコラムを、毎回の放送後に更新している。
2020年には、当番組の制作・放送に関して、放送人の会が毎日放送を「第19回放送人グランプリ」の企画賞に選定。当番組でも、5月21日放送分のレギュラー版で当時アシスタントの玉巻映美（毎日放送アナウンサー）から発表された。企画賞の講評を担当した新山賢治（「企画舎GRIT」代表、元・『NHKスペシャル』プロデューサー、NHK制作局長・理事およびNHKエンタープライズ制作本部プロデューサー）は、「俳句をはじめ（才能査定ランキングを定期的に実施している水彩画や生け花など）日本古来の文化へ正面から取り組むなど、卓越した企画力と演出力を発揮することによって視聴者の支持を得るとともに、放送文化のさらなる多様性を開発したこと」を選出の理由に挙げたうえで、「視聴者の知的好奇心を満足させるバラエティー番組の一級品」との表現で当番組を高く評価している。
また、三省堂の令和3年（2021年）度版中学校3年生向け教科書『現代の国語3』には、夏井の執筆による「俳句の世界」と「夏井いつきの赤ペン俳句教室」が教材として採用された。「当番組の魅力をコラムで再現した」という「赤ペン俳句教室」には、夏井から「名人」と認定されている藤本敏史（FUJIWARA）と村上健志（フルーツポンチ）が過去に「俳句の才能査定ランキング」で詠んだ句も、夏井の添削例として掲載。当番組では、3人とも収録に臨んでいた2020年7月23日放送分（夏の炎帝戦予選）で、その旨が発表された。明治図書出版の令和3年度版『中学国語教科書副教材』にも、「永世名人」の梅沢、「特待生」の皆藤愛子、「名人」の横尾渉（Kis-My-Ft2）が過去に査定を受けた句が掲載されている。
さらに、渋沢栄一記念館（埼玉県深谷市）では2019年10月31日から、立川志らくが「名人」に昇格した際の句に関する常設展示を実施している。渋沢栄一の像をこの句で詠んでいたことによるもので、2020年12月15日にナツメ社から刊行された石寒太の著書『ハンディ版オールカラー よくわかる俳句歳時記』には、当番組で夏井の査定を受けた村上、的場浩司、光浦靖子の句が掲載されている。
2021年12月7日の『プロフェッショナル　仕事の流儀』（NHK総合テレビ）では「空前の俳句ブームの立役者」としての夏井に同年夏から密着してきた取材を基に「17音、言葉の力を信じて～俳人・夏井いつき～」を放送。放送上は当番組の名を字幕だけで紹介していたものの、俳句査定の結果発表・解説パートのスタジオ収録（同年11月25日に放送済み）の模様も取材していたほか、俳句査定での「名人」を代表して梅沢・村上・千原ジュニアがVTRを通じて夏井への賛辞を寄せた。さらに、『プロフェッショナル』がtwitterに設けている公式アカウントでは「番組を見て一句」という投句企画を放送後から実施。当番組における「俳句の才能査定ランキング」と同様に、投稿された句を夏井がすべて査定したうえで、優秀作品をアカウント上で発表した。
「俳句の才能査定ランキング」の影響は他局のドラマにも及んでいて、梅沢がメインキャストとして出演した『ファーストペンギン!』（日本テレビ系列で2022年10 - 12月に「水曜ドラマ」枠で放送）の最終話（同年12月7日放送分）には、梅沢演じる杉浦久光が進退窮まった状況で「辞世の句」をいきなり詠むシーンが盛り込まれている。その一方で、梅沢は「永世名人のお手本」において、50句から成るオリジナルの句集を企画の開始（2020年5月）から2年10ヶ月がかりで2023年3月に完成。この句集のタイトルは『一人十色』(ISBN 978-4847072703)で、当番組400回目の放送翌日（2023年4月7日）から実際に発売されている（詳細後述）。
「才能査定ランキング」では、千葉県富里市内で2021年に市の全面協力を受けて収録された「スプレーアート査定」（7月22日のスペシャル版で放送）で、光宗薫が「とみさとすいかうま」（富里市の名産である「すいか」と「競走馬」にちなんだタイトル）と称するオリジナルキャラクターを市立図書館前の歩行者専用通路外壁に描画（放送では「才能アリ1位」に認定）。富里市ではこの年が市制20周年に当たることから、放送後の10月1日付で「とみさとすいかうま」を市政20周年記念公式キャラクターに採用した。また、中川大輔が「水彩画才能査定ランキング」（2021年6月17日のレギュラー版で放送）向けに東京都小平市内で描いた玉川上水界隈の風景画（放送では「才能アリ1位」に認定）は、当番組と中川の所属事務所（研音）の厚意によって同年9月1日から小平市のホームページに掲載されている。さらに、弓木奈於（乃木坂46）が2023年7月6日放送分の「手形足形アート査定」で初挑戦ながら「才能アリ1位」と「特待生」に認定された作品は、乃木坂46の楽曲『おひとりさま天国』（同年8月23日リリース）のミュージックビデオにも活用されている。
レギュラー放送の開始から10周年を迎えた2022年10月には、「俳句」「水彩画」「消しゴムハンコ」「スプレーアート」の各ジャンルで前月までに「才能アリ」と認定された作品から、32作品のデジタル画像を大阪駅（地下通路）と品川駅（自由通路）のデジタルサイネージで10日から16日まで公開していた。また、2023年の12月には、当番組初の「プレバト!!水彩画展」（入場無料の展示会）を4日（月曜日）から31日（日曜日）まで東急プラザ渋谷（東京都渋谷区）で開催。「名人10段」（開催の時点で最上位の段位）の座にある光宗・田中道子・辻元舞の作品から野村重存（査定員を務める水彩画家）が「歴代名画TOP7」に選んだ7点をはじめ「水彩画の才能査定ランキング」における「才能アリ」の認定作品（開催の前週に当たる11月30日放送回までの総計で371点）から70点以上の作品を一斉にに公開していた。さらに、12月30日を除く期間中の土曜日には、ランキング上位者の代表（9日：田中、16日：辻元、23日：しずちゃん）を迎えてトークショーとサイン会を開催。16日のトークショーでは、毎日放送アナウンサーの清水麻椰（開催時点でのアシスタント）が辻元の聞き手を務めた。
2025年には俳句・水彩画・色鉛筆・黒板アート・大漁旗アートなど番組で披露された数々の作品を展示する「プレバト才能アリ展」が開催。3月5日から3月24日まで京都・京都髙島屋S.C.、7月17日から8月4日まで東京・新宿髙島屋、8月7日～8月31日まで金沢21世紀美術館で開催。展示のみならず番組常連出演者によるトークショーや講師による解説・デモンストレーションなどのスペシャルイベントが開催される。

### 視聴率
番組開始の当初は『VS嵐』（フジテレビ）『いきなり!黄金伝説。』（テレビ朝日）といった裏番組に押されていたが「俳句」を初めとする「才能査定ランキング」が定着してからは形勢が逆転。放送回・放送エリアによっては、15%以上の視聴率（ビデオリサーチ調べ、世帯・リアルタイム、以下略）を記録することや、同じ時間帯に放送された番組の視聴率で（NHK総合テレビを含む）全局のトップに立つこともある。
レギュラー版の番組史上最高視聴率は、毎日放送の放送対象地域である関西地区で19.5%（2019年2月14日放送分）、TBSの放送対象地域である関東地区で14.5%（2017年9月14日放送分）。2017年1月5日放送の「新春3時間スペシャル」では、関東地区でも17.0%を記録した。
関西地区では、2016年11月3日放送分からレギュラー版・スペシャル版を問わず、当番組を放送する週に同時間帯の番組平均視聴率でおおむね首位をキープ。
2018年夏頃から常時15%以上に定着すると、2019年には年間平均視聴率16.4%。2020年4月9日に放送された「春の3時間スペシャル」で、過去最高の19.7%を記録した（関東地区では14.8%）。
2021年3月25日に放送された「春の3時間スペシャル」の世帯視聴率は18.1%で、週間視聴率ランキング1位をマーク。関東地区でも14.7%で、同時間帯での1位を達成した。

## ルール・システム
「才能査定ランキング」（開始当初は「才能アリ?ナシ?ランキング」）として、複数の芸能人・著名人が、特定のテーマに沿って作品の制作（俳句・水彩画など）に挑戦。その作品を査定員（専門家）が査定する。後述する「特待生昇格試験」登場後は区別のため「ランキング戦」と称することもある。
1つのジャンルにつき、事前に4 - 10人の芸能人・著名人が挑戦。出来上がった作品を専門家が判定したうえで、その内容によって、作者（挑戦者）を「才能アリ（青）」、「凡人（黄）」、「才能ナシ（赤→紫）」というランクに分ける。また、査定の結果として「特待生」への昇格が決まった場合には、「特待生昇格（銅）」と表示される。
どのジャンルでも査定の公正を期すため、査定員は挑戦者の氏名を伏せられた状態で査定。査定の終了後に氏名が伝えられる。「才能アリ」「凡人」「才能ナシ」の人数に決まりはなく、最下位でも「才能アリ」であったり、第1位でも「凡人」の判定が下される場合もある。スタジオでは順位と査定を発表した後に、査定対象の作品について査定員が査定・評価のポイントを解説する。
「才能ナシ最下位」となった挑戦者には、コーナー最後に「○○のセンスがなく、番組を壊してしまう恐れがある」という旨のプロフィール文を読ませる罰がある（最下位が才能アリや凡人の場合は免除）。当初は毎回放送されていたが、現在は後述する2択査定・TBS系人気番組対抗戦の最下位や、準レギュラーである梅沢富美男が「才能ナシ最下位」と査定された時、ゲストがボケたり特技を披露しながら読み上げた時などに限って放送されている。似たルールとして、バナナアート査定では「食べるまでが芸術」として最下位の査定者が自身の作品を食べるシーンが放送される。
30点満点で採点される査定では、25点以上で「才能アリ」、24〜16点で「凡人」、15点以下で「才能ナシ」とみなされている。

### 主なジャンルと査定方式
俳句
参加者に対し事前に「お題」（兼題）と1枚の「兼題写真」を提示。その写真を元に一句詠み番組に提出する。2025年6月12日からは兼題写真を廃止し「テーマ」をお題として自分のエピソードを詠むようになった。
提出した句を夏井いつきが「70点満点＋α」で査定し、70点以上で「才能アリ」、69〜40点で「凡人」、39点以下で「才能ナシ」と判定する。
順位の発表後、銀河万丈によるナレーションで句を紹介。その句に込めた意味について作者が説明を行い、特待生・名人による講評をはさんで、夏井が別室からの中継で評価の解説や添削を行う。また、作者の説明の中で言葉の意味を間違えていたり、作者が伝えたいことと実際にできた句に乖離が生じていたりすることが判明すれば、夏井の判断により減点及びそれに伴うランクダウン・順位入れ替えとなるケースもある。
水彩画
描く題材は自由で、出来上がった作品を野村重存が査定。査定の解説後に、野村が「お手本」として同じ題材で水彩画を描いてから、最後に映像を通じて作者を明かす。ただし、特待生に対しては、野村から特定の課題を提示。題材によっては野村が「お手本」を描く際の技法を、挑戦者や視聴者に向けて映像で紹介している。
判定基準は「切り取り方」「正しい描写」「明暗」（各10点）で、合計30点満点で採点。
色鉛筆
主に「家の中にある物」を題材に作品を製作し、出来上がった作品を三上詩絵が査定。査定の解説後に同じテーマで手本となる作品を作り、最後に映像を通じて作者を明かす。
判定基準は「色選び」「塗り方」「明暗」（各10点）で、合計30点満点で採点。
消しゴムはんこ
挑戦者は、挑戦時の季節にあったハガキサイズの作品を製作し、出来上がった作品を田口奈津子が査定。査定の解説後に、田口が作品を手直しした後、同じテーマで手本となる作品を作り、最後に映像を通じて作者を明かす。
判定基準は「彫り方」「押し方」「デザイン」（各10点）で、合計30点満点で採点。
バナナアート
バナナにまち針を刺し、黒くなった部分を使って表現する「バナナアート」を制作。バナナの皮の一部分を切ったり2本以上使用しても構わない。収録1時間前に制作し、その出来をエンドケイプが査定、別室から作品の解説やお手本を披露する。なお、バナナアートは「作ったら食べるまでが芸術」であることから、最下位となった挑戦者は実際に自分が作った作品のバナナをその場で食してもらう。
判定基準は「バナナの使い方」「オリジナリティー」「デザイン」（各10点）の合計30点満点で採点。
芸術作品
陶芸・押し花アート・和紙ちぎり絵などを対象に、お題に沿ってオリジナルの作品を製作。編み物や着物・古着リメイクのような裁縫系は、作品発表時に挑戦者やキッズモデルが実際に着て披露する。
出来上がった作品を、査定員が査定したうえで、査定の結果と解説を公表。同じ題材で「お手本」になる作品を作ってから、映像を通じて作者を明かす。
生け花
収録前にテーマとなる草花が発表され、その花を必ず使用したうえで1人30分の制限時間内に自由に生けてもらう。作者はテーマの草花に加えて、番組側で用意した他の草花や道具を自由に利用できる。また特待生に対しては、後ろに掛け軸が飾ってあるといった特殊なシチュエーションで生けてもらう場合もある。
出来上がった作品を假屋崎省吾（コーナー開始当初は前野博紀）が査定。スタジオに作品を持ち込み、査定員が作品に手を加えながら査定や手直しのポイントを解説する。査定では、生け花における基本的な作法・演出ができているかなどを重視する。
2018年1月11日放送分からは新たな課題として、番組側で用意した数種類の花器から挑戦者に1種類を選ばせて生ける形となった。そのため、作品に見合った花器の選び方や合わせ方が査定のポイントに加わった。
2019年10月31日放送分からは、査定を假屋崎の自宅でも行うようになった。その場合はVTRで視聴する形となる。
2025年5月22日から小原宏貴を査定員に、コンビ生け花として5年ぶりに再開し、浜田のMC復帰回では假屋崎もVTRで出演し、浜田への挨拶と小原の推薦も行った。
再開後の判定基準は「オリジナリティー」「美しさ」「花の個性の生かし方」（各10点）の合計30点満点で採点。
以下のジャンルは2020年以降査定が行われてない状態が続いている。
盛り付け
挑戦者にはそれぞれ別々の課題料理を提示。その料理を自分のセンスで盛り付けてもらう。具材の配分や、器、サイドメニュー、あしらい、薬味、ソース、ドレッシング等は用意されているものであれば自由に利用可能。また、お題と乖離しないレベルであれば、用意された料理や食材を自分流にアレンジすることも可能。さらに特待生に対しては、盛り付ける題材は自由だが器が指定されるケース、名人初段以上からは同じ器を2枚選んだうえで同じ料理を別々の形で盛り付ける課題が提示される。なお、作品発表前に「どうぞお召し上がり下さい」と言うのがお決まりとなっている。
盛り付けた料理を見て土井善晴が査定。査定の解説後に同じ料理で手本となる盛り付けを行った後、映像を通じて作者を明かす。
判定基準は見た目の美しさや独創性だけでなく、「一般的な料理の作法・マナーに則っているか」「料理の味を損ねる盛り付けではないか」「食べる人のことを考えた盛り付けになっているか」などが審査される。
料理
和食・煮物・パスタ・パンなどを対象に、お題に沿って、旬の食材を自由に使ったオリジナルの料理を作る。
出来上がった料理を査定員が試食。査定の解説後に同じ料理で手本となる作り方を見せた後で、映像を通じて、料理を作った挑戦者を明かす。
絵手紙
描く題材は自由で、出来上がった絵手紙を花城祐子が査定。査定の解説後に同じ題材で手本となる絵手紙を描いた後、映像を通じて作者を明かす。なお、花城には「どのような間柄の人に宛てた絵手紙か」だけが事前に伝えられる。
判定基準は「絵の味わい」「絵と字のバランス」「メッセージの工夫」（各10点）で、合計30点満点で採点。

### 実力査定・抜き打ちテスト
改編期を中心に実施される特別企画で、過去の査定の総集編も兼ねている。過去のレギュラー放送で査定を受けた俳句や作品について「2作品のうちどちらがより良い評価を得たか」「添削によって最終的に残った部分はどこか」などに名人・特待生・ゲストが挑戦する。

### 備考
放送では毎回「俳句査定（タイトル戦や番組対抗戦も含む）」を実施。通常放送では「俳句査定」と、もう1つのジャンルの査定を実施。3時間スペシャルでは「俳句タイトル戦」や「水彩画コンクール」を含め3ジャンルの査定が実施される。
- 浜田が休演した2025年4月17日・24日・5月8日は俳句コーナー時間が10分以上であり、梅沢富美男が「締めの一句」を、横尾渉（4月17日・5月8日）・千原ジュニア（4月17日）・村上健志（4月24日）が「永世名人への道」を担当した。5月以降、俳句コーナーを放送する回数は減少傾向にあり、5月には俳句査定が3回休止、6月26日の2時間SP、8月7日も休止した。第500回目放送は小中学生との他流試合スペシャルで、501回目となる28日も俳句査定が休止のため、俳句コーナー開始後初の8月全面査定休止となった。また、例年7～8月に行われる俳句タイトル戦「炎帝戦」に関しても発表がない。

上記の他に才能の査定を実施したジャンルに、開始当初は「リズム感」「バランス感覚」「音感」「文章力」、2016年の「書道」「食器洗い」、2017年の「一筆箋」、2020年の「オリジナルテディベア」「丸シールアート」「バルーンアート」、2021年の「お弁当アート」「黒板アート」、2022年の「トーストアート」「ストーンアート」「丸太アート」、2023年の「一筆書きアート」「大漁旗アート」などがある。
「黒板アート」については、廃校が決まった学校の教室の黒板に作品を描かせている関係で、査定の模様と合わせて春スペシャルで放送。「バナナアート」「一筆書きアート」については、査定の対象になる作品を、スタジオパートの収録が始まるまでの1時間で仕上げることを挑戦者全員に求めている。
「水彩画」「消しゴムはんこ」「色鉛筆」の3ジャンルで、「特待生昇格」「昇格試験で昇格」の査定や、コンクールで高評価を受けた作品はスタジオや「俳句」査定で夏井が査定結果を解説する別室に週替わりで掲示される。

### 特待生制度
| 段位なし | 特待生 | 特待生 | 特待生 | 特待生 | 特待生 | 名人 | 名人 | 名人 | 名人 | 名人 | 名人 | 名人 | 名人 | 名人 | 名人 |
| 段位なし | 5級    | 4級    | 3級    | 2級    | 1級    | 初段 | 2段  | 3段  | 4段  | 5段  | 6段  | 7段  | 8段  | 9段  | 10段 |

| 名人10段 | 名人10段 | 名人10段 | 名人10段 | 名人10段 | 永世名人 | 特別 永世名人 |
| 無星     | ★        | ★★       | ★★★      | ★★★★     | ★★★★★    | 特別 永世名人 |
| -------- | -------- | -------- | -------- | -------- | -------- | ------------- |

2015年10月からは「才能アリ」を複数回獲得する、高い発想や技術を持ち合わせていると査定員が認めた出演者を「特待生」として昇格・認定する。
特待生認定者は「特待生5級」からスタートし、通常のランキング発表後「特待生昇格試験」に挑戦。査定員は事前に作者が特待生である事を知ったうえで、基本的な作法はもちろんのこと、高い技術や独創性などを重視した、通常よりも厳しい査定を実施し、出来に応じて「昇格」「現状維持」「降格」かを判定。「昇格」を得られれば昇段・昇級することができるが、「連続して『現状維持』となり、進歩が見られない」「特待生・名人としてあるまじきミスを犯した」「査定員の心証を害する態度を見せた」といった場合には「降格」となり降級・降段となる。特待生5級からの降格は「特待生剥奪」として一般挑戦者に戻る。また、名人初段からの降格は「名人剥奪」となり特待生1級に戻る。査定結果は査定員から渡された査定結果と「先生から一言」（査定員の寸評）が記された二つ折りの紙を浜田が読み上げながら、査定結果の書かれたページをカメラに映して発表する（最初のページに査定結果、次のページに寸評が書かれている。番組初期は上段に査定結果、下段に寸評がまとめて書かれていた）。なお、俳句では夏井が挑戦者が詠んだ俳句の解説を聞き、その内容から予め用意してある異なる査定結果の紙から指定したものの査定結果を浜田が読み上げる事がある。
特待生および司会・アシスタントは、収録の際に田中秀幸が描いた浜田のイラスト入り番組特製ピンバッジを左胸部分へ付けることができる。
また、「特待生一斉昇段・昇級試験」「タイトル戦」では別途その時点での段級位が書かれたバッジを着用する。
制度開始当初は「特待生」「名人」「師範」の3段階であったが、11月から特待生が1級から5級まで細分化された。さらに2016年6月9日放送分の俳句査定にて梅沢富美男が特待生1級から「名人」に昇格した際に、「名人」は「名人初段」をスタートとする段位（その時点では名人6段までの存在が明示された）があること、名人6段から「師範」の間に存在する階級が不明であること、ならびに「師範」になると専門家と同じ立場で解説・添削できることが発表された。その後、昇段に伴い順次発表され「名人10段」まで登場し、さらに俳句では「永世名人」「特別永世名人」が追加された。なお、「師範」のランクが現在も残されているかは不明。
特待生及び名人は赤色の椅子に座り、後方には特待生・名人となった分野が書かれたプレートが飾られる。プレートは特待生は銅色、名人は銀色で装飾も二重丸となる。また、俳句では名人10段になると星を基調とした豪華な黒の椅子となり、周りには永世名人査定で前進した分の星が飾られていく。永世名人になるとひじ掛け付き白色の椅子、特別永世名人になるとさらに豪華な赤のひじ掛け付き椅子となり、背後には花と永世名人像が飾られる。
名人10段に到達すると俳句では永世名人昇格を目指す「永世名人への道」に挑戦する。それ以外のジャンルでも昇格試験とは異なる新たな課題に挑戦する。
俳句永世名人昇格者には、新たに番組で登場するデフォルメキャラが描き下ろされ、VTRやコメント、タイトル戦のバッジなどに随時登場する。

#### 一斉昇段・昇級試験
随時実施される特別篇で該当ジャンルの特待生以上が参加。通常よりも難易度が高いお題、通常の昇格試験よりもさらに厳しい査定で昇格試験に挑戦する。

#### 一斉査定スペシャル
水彩画・色鉛筆にて実施。特待生の増加による昇格試験挑戦回数の不均衡や高い実力を持つ特待生によるタイトル戦優勝など「段級位」と「実力」が見合わないことに対する是正も含め、名人・特待生が一斉に査定に挑戦。過去の実績も踏まえた上で作品の出来により新たに段級位を付け直す。そのため結果次第では一発での名人昇格や大幅なランクアップもある一方、大幅なランクダウン・特待生剥奪もありうる。

#### 特待生進級テスト
過去に才能アリを獲得し特待生を狙う者のみが参加。特待生昇格試験やタイトル戦同様難しいお題に挑戦し、「特待生合格」を得られれば特待生に認定される。

#### 永世名人への道
俳句名人10段到達者への新たなる試練。昇格時点では「無星」としてスタート。披露した作品に対し、査定員が添削なしで素晴らしいものと認めれば「前進」の査定となり星を獲得。添削がなくとも「発想がありきたり」「直す点はないが人によって評価が分かれる」など認められなければ「現状維持」、1カ所でも添削された場合には「後退」として星が没収される。ただし、無星の状態では添削を受けても通常の「降格」に相当する出来でなければ「現状維持」として留め置かれる。星を5つ獲得することができれば「永世名人」に昇格となる。なお、星の数に関わらずタイトル戦などでは「10段」として扱われる。

#### 永世名人のお手本(句集完成への道)
2020年5月7日放送分で俳句永世名人に昇格した梅沢への新たな目標として、翌週（14日）放送分の「永世名人襲名パーティー」で発表。以後の永世名人昇格者も参加している。
夏井が過去に査定した句やタイトル戦・他流試合で披露された句を対象に、「句集へ載せられるレベルかどうか」を厳選。そのうえで、「句集出版の最低条件」とされる50句への不足分を作ることによって、夏井の監修による句集の出版を目指す。
夏井は、永世名人から提出された句を「掲載決定」か「ボツ」で判定。その結果を発表する際には、提出された句を「永世名人のお手本」と称して巨大な掛け軸で披露する。この掛け軸の直下にはシュレッダーが据え付けられていて、「ボツ」と判定された場合は、「永世名人の名誉を守るため」という理由から「エレクトリカルパレード」（バロック・ホウダウン）のメロディーに乗せて掛け軸をシュレッダーで裁断する。
シュレッダーで裁断された破片については、収録後に番組のスタッフが回収したうえで、出演者をかたどったデフォルメ像（「梅沢永世名人像」や浜田の還暦を記念した「浜田像」）の製作に活用（詳細後述）。完成後には、スタジオセットの一角に飾っている。
夏井は、「掲載決定」と判断した句についても、永世名人に対して軽微な添削・修正を提案することがある。この添削・修正に従うか、詠んだままで掲載するかの判断は永世名人に委ねられている。
最初の挑戦者である梅沢は俳句査定初挑戦から延べ189もの句を作った末に、夏井から「掲載決定」と判断された句が、企画の開始から2年10カ月（2023年3月23日放送分）で50句に到達。番組初の句集の刊行が決まったほか、「特別永世名人」という称号を新たに与えられた。

#### 特別永世名人のお手本
梅沢の句集完成及び「特別永世名人」昇格を機に「句集完成披露パーティ」を催した400回目の放送から、梅沢が出演する回のエンディングパートに編成。梅沢が提出した番組を美しく締めるための「締めの一句」を、「番組を締めくくるのにふさわしい出来なのか?」という観点で夏井が査定する。
査定の結果を発表する仕組みは「永世名人のお手本」と同じで、「お見事」か「ガッカリ…」のいずれかで査定。「ガッカリ…」の場合には、「エレクトリカルパレード」と「夢芝居」（歌手としての梅沢の代表曲）のリミックス音源を流しながら、「締めの一句」が記された掛け軸をシュレッダーで裁断する。
夏井は、「お見事」と判断した句についても、梅沢に対して「自分ならばこう詠むかもしれない」という句を提案することがある。この場合は「ガッカリ…」に含まれないため、掛け軸は裁断されない。
梅沢は2024年に入ってからスランプに陥り、6月6日放送回までに査定された15句のうち、13句が「ガッカリ…」と評価。一時は6回連続で夏井から「ガッカリ…」との評価を受けていた。これに対して、浜田は梅沢の奮起を促すべく、同日の放送回で「10回連続で『ガッカリ…』と評価された場合の処遇を考える」と示唆。後に「特別永世名人が10回連続で「ガッカリ…」と評価された場合には、『特別永世名人の称号を剥奪』『出版済みの句集の絶版』『句集の発売で得た印税の全額を（番組側に）返金』といったペナルティを課す」というルールが設定された。

#### 歴代名画
水彩画査定の「名人10段」を対象に実施。「名人10段」保有者の作品から野村が厳選した上位数作品が明示され、「そのうちどれか一つでも上回る作品」を製作する。査定は「ランクイン」か「圏外」の二者択一方式で行われ、「ランクイン」の場合は最後に順位が発表される。
東急ブラザ渋谷で2023年末に開催された「プレバト!!水彩画展」との連動企画で、「水彩画展」の開催中は該当作品を展示するスペシャルスペースが設営される。当初は「田中と光宗の作品から上位5作品をスペシャルスペースで展示する」ことが告知されていたが、この企画が発表された後に辻󠄀元が「名人10段」に昇格したことを受けて、「辻元を含む3人の作品から上位7作品を展示する」という方針に変更された。
開催期間中の放送で「ランクイン」が発表された場合は、最も順位が低い作品に代わる形で放送翌日から展示される。後述の「水彩画コンクール」向けの作品も、その場での発表は無いがランクインの対象となる。

#### 個展開催への道
2025年5月8日放送分で発表。水彩画査定、および色鉛筆査定の「名人10段」を対象に実施されるもので、製作した作品を「展示決定」か「見送り」かで査定。「展示決定」と評価された作品が20作品に達すると個展を開催することができる。

#### オリジナル切手シート作り
消しゴムハンコ査定で「名人10段」に到達した千原ジュニアに対して新たな目標として2024年8月22日放送分で発表。毎回日本郵便から出されるテーマに沿って10cm×10cmの紙（切手にする際は3.2cm×3.2cmに縮小）に消しゴムハンコでデザインし、その出来を査定員の田口が「採用」か「不採用」かで査定。「採用」査定を得られればストックが貯まり、10回採用を勝ち取ることができれば出来上がった10作品を使った封書用の「オリジナルフレーム切手シート」として発売することができる。

## タイトル戦
特別編として季節ごとに開催。俳句・水彩画のように科目ごとに直近のレギュラー放送時点の「名人」「特待生」から挑戦を希望する者が出場し、難易度の高いお題で競い合う。優勝者には優勝の証としてトロフィーや盾が贈られる。なお、原則として成績による級段位の変動はない。
なお、各優勝者の級段位は当時のもの。

### 俳句タイトル戦
2017年4月以降年に4回開催。
挑戦者は「抽象的な事柄」「伝統的な題材」「インパクトが強く時事性のある題材」など難易度の高いお題で俳句を詠み、通常の参加者に対する査定と同様に作者を伏せられた状態で査定し順位を決定する。
優勝者には季節ごとの称号、トロフィー、通常のピンバッジとは違う称号獲得の証である特別なピンバッジを付与。2018年度の俳桜戦からは、大相撲本場所期間中の両国国技館と同様に、前回までのタイトル戦の優勝者4名の肖像画がスタジオ上部に飾られる。さらに、2019年度の金秋戦からは優勝者に「毎日放送賞」として賞金30万円が贈呈される。
制度の変遷
- 第1回 - 第5回：参加者全員による一発勝負。
- 第6回 - 第10回：予選→決勝で構成。予選では特待生のみが参加、そのうち上位数名が決勝進出し、名人と対決する。
- 第11回：名人・特待生問わず、決勝の上位5名が「シード権」を獲得し、次回大会で予選が免除される。その他の挑戦者は次回は予選から決勝への進出を目指すことになる。
- 第12回：優勝者の句の解説が終了した後、夏井の判断によるシード権のボーダーラインが発表される。
- 第13回：予選が2つのブロックに分けられ、各ブロックの上位3名が決勝進出。
- 第14回：予選が4つのブロックに細分化され、無条件で決勝進出できるのは「各ブロック1位」のみ。各ブロック2位は「補欠」となり、全ブロックの2位が出揃った段階で4名の句を比較し、そのうち上位1名だけが「敗者復活」として決勝に進むことができる。なお、前回のシード落ち後、永世名人に昇格した梅沢富美男は特別に予選が免除された。
- 第15回 - 第29回：季節によって対戦の方式を変更。第20回以降の炎帝戦・冬麗戦では段位なし挑戦者を含む11名以上がスタジオに選出されるが、ランキングシートに座って句が紹介される挑戦者は10位までで、11位以下は「ランク外」として順位のみ発表。11位以下の句については、本放送後にTVerから配信される「特別版」の動画で紹介される。
- 春光戦・金秋戦：過去の大会と同様、予選→決勝で構成。シード権を得た挑戦者は半年後の春光戦・金秋戦で予選が免除される。ただし、永世名人は半年前の順位にかかわらず、出場可能及び意思がある限り決勝からの参加となる。

- 第15回 - 第21回：予選を3つ、あるいは4つのブロックに分けて行い、「各ブロック1位」と「各ブロック2位の上位数名」が決勝に進出する。
- 第23回・第25回：決勝進出の条件が「各ブロック1位」と「各ブロック2位以下の上位数名」に変更。各ブロック3位以下でも可能な限り補欠とみなされ、決勝進出の可能性が残るようになった。
- 第28回：ブロック制が廃止され、8名中上位4名がそのまま決勝に進出する。

- 炎帝戦：参加資格を名人・特待生に加え、過去に1回でも才能アリを獲得した挑戦者に拡大。優秀句の作者はスタジオに来ることができ、その中から優勝者が選ばれる。
- 冬麗戦：前年の番組で詠まれた句から、夏井から「優秀句」に選ばれた作者が一発勝負で争う「グランドチャンピオン大会」として開催。尚、優秀句に選出されてもスケジュールの都合や事情による欠場が発生する場合もある。
- 浜田杯：第26回に「1回限りのタイトル戦」として開催。放送当日に還暦を迎えた「浜田雅功」を兼題とした句を名人・特待生20名が詠み、一発勝負による順位を決定。俳句としての出来だけでなく「季語が浜田に合っているか」も評価に加味される。放送では前半に11位から15位まで、後半にベスト10を発表。16位以下の句は簡潔に紹介され、夏井による解説はTVerで配信される。優勝者には特別なトロフィーが与えられる。また「5・7・5お祝いメッセージ」として浜田と親交の深い著名人が季語の無い17音の言葉でお祝いの言葉を送る企画も行われた。
- 第30回 - ：金秋戦を除き同じ兼題でそれぞれ「ファーストステージ」「決勝ステージ」用の2句を詠む。まずファーストステージ用の句で順位をつけ、上位数名が決勝ステージに進出。決勝ステージでは2つ目の句を披露した後、優勝者を決定する。

- 春光戦：名人・特待生10名以上が参加。ファーストステージの上位3名が決勝ステージに進出する。
- 炎帝戦：才能アリ経験者が参加可能。ファーストステージは5つのブロックに分かれ、各ブロックの上位4名がスタジオに出演し、それぞれの1位のみが決勝ステージに進出する。決勝ステージでは優勝者の句のみ解説され、それ以外の句についてはTVerでの配信で順位が高い方から簡潔に行われる。
- 金秋戦：永世名人以上はシード。予選が3つのブロックに分けられ、それぞれの1位と、残り全員の中から2名が決勝に進出する。したがって、2位と同じブロックの3位が決勝に進出する可能性もある。
- 冬麗戦：前述同様「グランドチャンピオン大会」として行われる。「優秀句」に選ばれた10人以上が予選選出。上位3人が決勝進出。

| 年度     | 回数 | タイトル戦名 | 出場者数      | 優勝者       | 優勝回数      | 級段位       |
| -------- | ---- | ------------ | ------------- | ------------ | ------------- | ------------ |
| 2017年度 | 1    | 俳桜戦       | 8名           | 東国原英夫   | 初            | 名人初段     |
| 2017年度 | 2    | 炎帝戦       | 9名           | 藤本敏史     | 初            | 名人4段      |
| 2017年度 | 3    | 金秋戦       | 8名           | 東国原英夫   | 2回ぶり2度目  | 名人4段      |
| 2017年度 | 4    | 冬麗戦       | 8名           | 千賀健永     | 初            | 特待生2級    |
| 2018年度 | 5    | 俳桜戦       | 9名           | 東国原英夫   | 2回ぶり3度目  | 名人6段      |
| 2018年度 | 6    | 炎帝戦       | 12名→7名      | 梅沢富美男   | 初            | 名人10段     |
| 2018年度 | 7    | 金秋戦       | 13名→8名      | 梅沢富美男   | 2回連続2度目  | 名人10段     |
| 2018年度 | 8    | 冬麗戦       | 13名→9名      | 東国原英夫   | 3回ぶり4度目  | 名人10段     |
| 2019年度 | 9    | 春光戦       | 14名→9名      | 村上健志     | 初            | 名人8段      |
| 2019年度 | 10   | 炎帝戦       | 14名→9名      | 村上健志     | 2回連続2度目  | 名人10段     |
| 2019年度 | 11   | 金秋戦       | 15名→9名      | 東国原英夫   | 3回ぶり5度目  | 名人10段     |
| 2019年度 | 12   | 冬麗戦       | 14名→9名      | 横尾渉       | 初            | 名人4段      |
| 2020年度 | 13   | 春光戦       | 18名→10名     | 東国原英夫   | 2回ぶり6度目  | 名人10段     |
| 2020年度 | 14   | 炎帝戦       | 21名→10名     | 藤本敏史     | 12回ぶり2度目 | 名人10段     |
| 2020年度 | 15   | 金秋戦       | 20名→9名      | 千原ジュニア | 初            | 名人2段      |
| 2020年度 | 16   | 冬麗戦       | 10名          | 森口瑤子     | 初            | 特待生3級    |
| 2021年度 | 17   | 春光戦       | 23名→10名     | 横尾渉       | 5回ぶり2度目  | 名人6段      |
| 2021年度 | 18   | 炎帝戦       | 60名→10名     | 犬山紙子     | 初            | 段位なし     |
| 2021年度 | 19   | 金秋戦       | 20名→10名     | 北山宏光     | 初            | 特待生3級    |
| 2021年度 | 20   | 冬麗戦       | 14名          | 東国原英夫   | 7回ぶり7度目  | 永世名人     |
| 2022年度 | 21   | 春光戦       | 20名→10名     | 立川志らく   | 初            | 名人5段      |
| 2022年度 | 22   | 炎帝戦       | 58名→15名     | 中田喜子     | 初            | 名人6段      |
| 2022年度 | 23   | 金秋戦       | 18名→10名     | 藤本敏史     | 9回ぶり3度目  | 名人10段     |
| 2022年度 | 24   | 冬麗戦       | 15名          | 森迫永依     | 初            | 段位なし     |
| 2023年度 | 25   | 春光戦       | 19名→10名     | 藤本敏史     | 2回ぶり4度目  | 永世名人     |
| 2023年度 | 26   | 浜田杯       | 20名          | 梅沢富美男   | 19回ぶり3度目 | 特別永世名人 |
| 2023年度 | 27   | 炎帝戦       | 非公表→15名   | 梅沢富美男   | 2回連続4度目  | 特別永世名人 |
| 2023年度 | 28   | 金秋戦       | 14名→10名     | 森迫永依     | 4回ぶり2度目  | 特待生3級    |
| 2023年度 | 29   | 冬麗戦       | 16名          | 春風亭昇吉   | 初            | 特待生4級    |
| 2024年度 | 30   | 春光戦       | 10名→3名      | 千賀健永     | 26回ぶり2度目 | 名人9段      |
| 2024年度 | 31   | 炎帝戦       | 51名→20名→5名 | 蓮見翔       | 初            | 特待生5級    |
| 2024年度 | 32   | 金秋戦       | 20名→10名     | 的場浩司     | 初            | 特待生3級    |
| 2024年度 | 33   | 冬麗戦       | 16名→3名      | 千原ジュニア | 18回ぶり2度目 | 永世名人     |
| 2025年度 | 34   | 春光戦       | 17名→3名      | 梅沢富美男   | 7回ぶり5度目  | 特別永世名人 |

### 水彩画コンクール
2018年9月以降開催。水彩画名人・特待生のうち7名に対して実施。お題のテーマは共通しているが、描く場所は抽選で決定する。点数が最も高い挑戦者が優勝となりトロフィーを授与。さらに優勝した作品は、複製や引き延ばしを経て次回水彩画コンクールまでスタジオセットとして展示される。
また、季節のコンクールとは別に人物と料理を取り入れたコンクールも開催。こちらは水彩画名人・特待生に加え。水彩画では特待生認定されていないものの過去に高評価・他の芸術ジャンルで特待生を得ている挑戦者も参加する。優勝者にはトロフィーが与えられる。
評価基準の変遷
第1回から第7回まで：通常査定では10点満点となる「構図」「正しい描写」「明暗」が30点満点ずつ、各テーマごとに重視すべきポイントを「特別加点」として最高10点の合計100点満点。原則的に絶対評価で行われるが、出演者の高レベル化により通常の評価では100点満点の作品が多数出現したため、第6回では「細かく見れば改良の余地がある」という観点から相対評価による減点（1位を100点に据え置いたうえで1点ずつ減点）や「挑戦者が選んだ課題の難易度が他の課題より高い」という観点から特別加点（1点）を施す措置を、第7回ではさらに「五感に訴えるストーリー性」という観点から優勝者に5点を追加したうえで1点刻みで追加点を与えることによって順位を付けた。
第8回から：特別加点については挑戦者間の相対評価を導入。1位に10点、以下1点刻みで差をつけていくため、3項目満点かつ特別加点で1位の場合のみ100点満点となる。また、回によっては基本評価の項目に「風景描写」「人物描写」が加わる場合がある。
| 回数   | タイトル戦名                      | 優勝者           | 優勝回数     | 級段位    |
| ------ | --------------------------------- | ---------------- | ------------ | --------- |
| 第1回  | 秋の水彩画コンクール2018          | 六平直政         | 初           | 特待生5級 |
| 第2回  | 春の水彩画コンクール2019          | 鈴木砂羽         | 初           | 特待生3級 |
| 第3回  | 秋の水彩画コンクール2019          | アンミカ         | 初           | 特待生5級 |
| 第4回  | 春の水彩画コンクール2020          | 辻元舞           | 初           | 特待生4級 |
| 第5回  | 秋の水彩画コンクール2020          | 光宗薫           | 初           | 名人初段  |
| 第6回  | 春の水彩画コンクール2021          | 辻元舞           | 2回ぶり2度目 | 特待生1級 |
| 第7回  | 秋の水彩画コンクール2021          | 土屋伸之         | 初           | 名人3段   |
| 第8回  | 春の水彩画コンクール2022          | レイザーラモンHG | 初           | 名人2段   |
| 第9回  | 秋の水彩画コンクール2022          | 光宗薫           | 4回ぶり2度目 | 名人7段   |
| 第10回 | 春の水彩画コンクール2023          | 光宗薫           | 2回連続3度目 | 名人9段   |
| 第11回 | 秋の水彩画コンクール2023          | 光宗薫           | 3回連続4度目 | 名人10段  |
| 第12回 | 夏の水彩画コンクール2024          | こがけん         | 初           | 特待生1級 |
| 第13回 | 大好きな人絵画コンクール          | 倉中るな         | 初           | 特待生3級 |
| 第14回 | 冬の水彩画コンクール2025          | 松田悟志         | 初           | 特待生2級 |
| 第15回 | 美味しそうに食べる人コンクール    | 松田悟志         | 2回連続2度目 | 特待生2級 |
| 第16回 | 500回記念夏の水彩画コンクール2025 | 倉中るな         | 3回ぶり2度目 | 名人5段   |

### スプレーアートコンテスト
2020年より、上半期・下半期に1回ずつ開催。原則として6名に対して実施。特定の施設内のシャッター・外壁・空き看板・フェンスなどを「舞台」に、施設を管理する団体や企業からの協力の下に、当該施設内に作品を描く。「お手本」が必要な場合には、査定員のKAZZROCK（グラフィックデザイナー）が同じ敷地内や管轄内の別の場所を「お手本」の描画に利用している。
地域の活性化も想定していることから、番組内ではスプレーアートに協力する団体を募集している。ただし、公道に面する場所（工事現場のフェンスなど）を「舞台」に設定することが決まった場合には、公益性・通行人・通行車両などへの配慮から「特定の個人・キャラクター・商品のPRにつながる描写は一切認めない」「挑戦者に『舞台』とは別の場所で作品を描かせたうえで、その場所で査定員が作品を査定した後に、査定した作品をすべて『舞台』へ移設する」といった条件が付く。
第4回までは「スプレーアートの才能ランキング」として通常の30点満点の審査だったが、第5回からはコンテスト形式の「スプレーアートコンテスト」へ移行。「デザイン（30点）」「アイデア（30点）」「テクニック（30点）」「インパクト（最高10点の相対評価）」の合計100点満点（第5回では「デザイン（30点）」「ディテールの完成度（30点）」「写真映え（40点）」）で採点され、優勝者にトロフィーが贈呈される。
| 回数 | 年度     | 半期   | 優勝者           | 優勝回数     |
| ---- | -------- | ------ | ---------------- | ------------ |
| 1    | 2020年度 | 上半期 | 千原ジュニア     | 初           |
| 2    | 2020年度 | 下半期 | くっきー!        | 初           |
| 3    | 2021年度 | 上半期 | 金村美玖         | 初           |
| 4    | 2021年度 | 下半期 | 光宗薫           | 初           |
| 5    | 2022年度 | 上半期 | 光宗薫           | 2回連続2度目 |
| 6    | 2022年度 | 下半期 | レイザーラモンHG | 初           |
| 7    | 2023年度 | 上半期 | 光宗薫           | 2回ぶり3度目 |
| 8    | 2023年度 | 下半期 | 光宗薫           | 2回連続4度目 |
| 9    | 2024年度 | 上半期 | 山下リオ         | 初           |
| 10   | 2025年度 | 上半期 | 山下リオ         | 2回連続2度目 |
| 11   | 2025年度 | 下半期 | レイザーラモンHG | 5回ぶり2度目 |

### 色鉛筆コンクール
色鉛筆名人・特待生のうち7名に対して実施。お題は抽選で決まった有名料理チェーン各系列店の目玉料理1品とサイドメニュー1品。水彩画コンクールなどと同様、「色選び（30点）」「塗り方（30点）」「明暗（30点）」特別加点として「美味しそうに見えるか（最高10点の相対評価）」の合計100点満点で採点される。優勝者にトロフィーが贈呈、さらに特典として自身の色鉛筆画が放送翌日から当該店のメニュー表に採用される。第5回優勝者は金沢21世紀美術館で展示される。
| 回数  | タイトル戦名             | 優勝者   | 優勝回数     | 級段位  |
| ----- | ------------------------ | -------- | ------------ | ------- |
| 第1回 | 色鉛筆コンクール2022     | 辻元舞   | 初           | 名人5段 |
| 第2回 | 色鉛筆コンクール2024     | 辻元舞   | 2回連続2度目 | 名人7段 |
| 第3回 | 色鉛筆コンクール2024     | 田中道子 | 初           | 名人5段 |
| 第4回 | 色鉛筆コンクール2025     | 田中道子 | 2回連続2度目 | 名人7段 |
| 第5回 | 大好きな店絵画コンクール | 光宗薫   | 初           | 名人3段 |

### パラパラ消しゴムハンココンクール
2021年に開催。消しゴムハンコを使い90～100枚・15秒程度のパラパラ漫画を製作しその出来を競う。優勝者にはトロフィーが与えられる。
2023年には俳句同様「浜田杯」として浜田をテーマとしたパラパラ漫画を製作。30点満点の評価に加え、最後に作品を見た上で浜田が一番良かった作品を1つ選び、その作者に10点が加えられた分を加味して順位を決定する。
| 回数 | 年度     | 優勝者       | 優勝回数 |
| ---- | -------- | ------------ | -------- |
| 1    | 2021年度 | しずちゃん   | 初       |
| 2    | 2022年度 | 千原ジュニア | 初       |
| 3    | 2023年度 | 辻元舞       | 初       |

## 特別編
TBS系人気番組対抗戦
2017年8月31日放送分から、スペシャル版の「俳句」「いけばな」才能査定ランキングで年に1回開催。TBS系列が制作する番組やドラマの出演者代表が2名のチームを組んだうえで、当番組の「名人」・「特待生」代表で構成される「特待生チーム」とランキングを競い合う。いずれのジャンルでも、挑戦者の査定結果を基にチームの順位を決定する。
第1回から第3回では特待生チームが1位を取れなかった場合、ペナルティとして挑戦者のランクを自動的に1ランク降格される（特待生が他番組のチームから参加した場合には適用外）。
第2回までは「俳句」「いけばな」とも、特待生チームと他番組チームの順位をまとめて発表していた。
第3回からは番組対抗のランキング戦を最初に実施したうえで、1位のチームが特待生チームへの挑戦権を獲得。「頂上決戦」として特待生チームの作品を発表した後に、査定員の判定によって勝敗を決める。対抗戦1位チームが勝利した場合には、当該チームへ賞金を贈呈する一方で、特待生チームの参加者に1ランク降格のルールを適用する。
2020年1月3日の3時間スペシャルで放送された第4回では、「俳句」「いけばな」とも共作ルールで対抗戦を実施。「俳句」では、1人目が作った句を2人目が添削した句が査定の対象になった。番組チームが勝利した場合には賞金を授与することになっていたが、第3回までと違って、プレバトチームが敗北した場合にも挑戦者には降格の措置を講じていない。
企画としては、第4回の放送を最後に休止中。浜田がMCを務める『オオカミ少年』（TBSテレビの単独制作番組）でも、2021年4月からレギュラー放送を再開したことを機に、同局が制作する連続ドラマからの全面協力によるクイズ企画を2022年の途中まで定期的に実施していた。
対外試合
毎年8月に愛媛県松山市で催される俳句甲子園（俳句査定員の夏井が運営や審査に携わる1校5名1チーム対抗形式の高校生俳句コンクール全国大会）の会場でエキシビジョンマッチを開催。名人・特待生が大会の優勝校と実際の大会ルールで対決する。ただし、5人勝負・3本先取の大会ルールではなく、先鋒・中堅・大将の3回戦方式で対決。スタジオでは試合の模様を紹介するとともに、夏井が自身の評価ポイントを解説する。
他流試合
夏井が「俳句甲子園の強豪校」や「全国の俳句コンクールで優秀な成績を収めた小中学生5人」を選抜。スタジオに招き、名人・特待生代表5人から成る「プレバトチーム」と1対1の5回戦方式で対決する。双方の句の披露後、夏井が「審査員」として推薦した3名の俳人がマスト方式（優れている句を10点として相手チームの句と1点以上の差を付ける方式。互角の場合は10-10の評価も可能）で採点。全5戦の合計点によってチームの勝敗を決める。夏井は採点には加わらず、採点結果の発表・審査員からの講評を受けて作品の解説・添削を披露する。
第3回ではプレバトチームと東大王チームの番組対抗戦として実施。各チーム6人が出場し、出場順は各チームのキャプテン（プレバトチーム・梅沢、東大王チーム・ヒロミ）が決定。採点は夏井1人が行い、6戦の合計点で競う。
たのしいな俳句
番組が続き出演者のレベルや解説が上昇する中で、今一度「俳句初心者」や「才能ナシが続く挑戦者」を対象に「3歳からでも作れる俳句」を講義する。出演者に下五に「たのしいな」あるいは「かなしいな」と続くよう12音のフレーズを作ってもらい、そこから夏井が添削・解説をしつつ下五に入れ替える季語を出演者に選んでもらい一句として成立させていく。
47都道府県 ふるさと戦
当番組が放送10周年を迎えた2022年から実施。お題となる各都道府県出身者の名人・特待生・特待生候補と、当該都道府県に思い入れのある他の都道府県出身の名人・特待生・特待生候補が、各都道府県の絶景を切り取った写真を兼題に句を詠み順位を競う。通常の査定ではお題と著しく乖離しなければ兼題写真から離れて連想される光景などを詠んでも構わないが、ふるさと戦では写真の上に俳句を載せる形を取るため、兼題写真に合った句を詠んでいるかも評価に加わる。
1位に選ばれた句は、兼題写真と合わせて都道府県公認のポスターへ実際に使用。作者には、「ふるさと俳人」の証として「金のたすき」を授与している。

## 出演者

### レギュラー版
MC
- 浜田雅功（ダウンタウン） - 文字多重放送では、   黄色で表示される。
  - 2022年5月12日・19日放送分のレギュラー版では、所轄の保健所から「新型コロナウイルスへの感染者との濃厚接触者」へ指定されたことに伴って、スタジオ収録への参加を見合わせた。このため、当番組では12日放送分で北山宏光（Kis-My-Ft2）、19日放送分で梅沢富美男をMC代理に立てた。
    - 浜田自身にはPCR検査で陰性が確認されていたため、6月2日放送分の収録後（保健所から定められていた自宅待機期間の終了後）に当番組のスタジオセットへ赴いたうえで、北山・梅沢の進行によるスタジオ収録の映像をセット内で清水と揃って鑑賞。放送に際しては、その模様をワンショットで収めた映像を、「後日、見てます」という字幕と共にワイプ方式で組み込んだ。
    - 北山・梅沢のMC代行に際しては、通常の放送では浜田の独断に委ねている査定結果の発表順を番組側があらかじめ決めたうえで、収録中にスタッフを通じて指示。「俳句」のパートでは、北山が収録の時点で特待生3級からの昇格試験・梅沢が「俳句名人のお手本」に臨んでいたため、自作の句の査定結果をMCの立場で発表した。

  - 2025年3月より浜田が体調不良による静養に入ったため、4月17日放送分から5月22日放送分までは代理でMCを立て、4月17日・24日・5月15日・22日放送分は千原ジュニアが、5月1日放送分は東野幸治がMC代理を務めた。5月8日は水彩画は東野、俳句は千原ジュニアと、分かれてMCを務めた。同年5月2日から浜田が活動を再開し、当番組には5月29日放送分から復帰した。

アシスタント
- 清水麻椰（MBSアナウンサー、2022年4月21日 - ） - 文字多重放送では、   青で表示される。
  - MBSの本社で制作している『サタデープラス』のプレゼンター（スタジオ進行兼「ひたすら試してランキング」リポーター）に続いて、全国ネット番組にレギュラーで出演。当番組では、2022年3月31日放送分の「3時間スペシャル」でもアシスタントを務めていた。
  - 『よんチャンTV』（2021年3月29日からMBSで平日の夕方に放送されている本社制作のローカル報道・情報番組）の木曜分（当番組の前枠に編成）で生中継企画のリポーターに起用された2023年4月以降は、同局の放送対象地域である関西地方において、放送上『よんチャンTV』から2番組連続で登場している。
  - 2023年からは、当番組の企画の一環として、自作の俳句を当番組のX（twitetr）公式アカウントで定期的に公開。自身が進行する「俳句の才能査定ランキング」と同じ条件で、俳句査定員の夏井から1句ごとに評価を受けている。この企画の開始を機に、スタジオでの進行と並行しながら、「俳句の才能査定ランキング」のタイトル戦へ参加することを新たな目標に挙げている。

ナレーション
- 銀河万丈  - 文字多重放送では、   緑で表示される。

前説
- どりあんず
  - 当番組には放送上登場しないが、浜田とは2023年4月から『ごぶごぶラジオ』（MBSラジオ）でも共演中。

#### 過去
進行アシスタント
- 枡田絵理奈（出演期間中はTBSアナウンサー、2015年3月19日放送分の「2時間スペシャル」まで担当）
  - 堂林翔太（プロ野球・広島東洋カープの内野手）との結婚を機に、TBSテレビを2015年6月18日に退社したうえで、広島県内での生活や育児と並行しながらフリーアナウンサーとして『クイズ☆正解は一年後』（同局の制作で年末に放送されている特別番組）などに出演中。当番組にも、2023年12月21日放送分（放送局の社員からフリーランスへ転身した女性アナウンサーだけを挑戦させた「俳句の才能査定ランキング」）で、「挑戦者」の1人として8年9ヶ月振りの出演を果たした。再出演に際しては、「初代アシスタント」との紹介が為されたほか、アシスタント担当回の映像が改めて放送されている。

- 江藤愛（TBSアナウンサー）
  - 枡田がアシスタントを務めていた時期に、本人が出演できなかった2014年1月16日・2月20日・3月6日放送分で担当。「第1回TBS系人気番組対抗戦」では、当時アシスタントを務めていた『珍種目No.1は誰だ!? ピラミッド・ダービー』チームのメンバーとして、「いけばなの才能査定ランキング」に挑戦した。

- 豊崎由里絵（出演期間中はMBSアナウンサー、2015年4月2日 - 2019年1月3日）
  - 第1子の懐妊に伴う産前産後休暇入りを機に降板。出産後の2019年3月からアナウンサーとしての活動を再開したが、当番組へ復帰しないまま、同年10月31日付で毎日放送を退社した。2020年2月からは、フリーアナウンサーとしてアミューズへ所属。家庭の事情などを背景に、2022年7月以降は、活動の拠点を（毎日放送の本社が所在する）大阪から（当番組のスタジオパートを収録している）東京へ移している。
  - アシスタントを降板してからも、担当回の映像が「総集編」で随時放送されている。もっとも、2024年4月までの時点では、枡田と違って当番組への再出演には至っていない。

- 玉巻映美（MBSアナウンサー、2019年1月10日 - 2022年4月14日）

実況
- 上泉雄一（MBSアナウンサー、パイロット版から『プレッシャーバトル』時代まで） - 2時間スペシャルで「漢字書き順トーナメント」「カロリー管理王決定戦」を放送する場合のみ担当。
- 矢野武（フリーアナウンサー）- 上泉が担当しない対決で実況

ナレーション
- 窪田等 - 通算400回目の放送（「句集完成!永世名人梅沢富美男ヒストリー」）で特別に担当

### パイロット版
司会・コミッショナー
- 浜田雅功（ダウンタウン）

アシスタント
- 青木裕子（当時TBSアナウンサー）

実況
- 上泉雄一（MBSアナウンサー）

執事（王様の補佐を務める）
- 後藤輝基（フットボールアワー）、ビビる大木

王様
- 梅宮辰夫、高橋英樹、梅沢富美男、小林幸子

## 特待生・名人認定者
- 同一段級位内は五十音順に記載
- 認定者の中には芸能活動を引退した者、最新の出演から長期間（1年以上）出演していない者、故人を含む。

俳句
査定員：夏井いつき
- 「名人10段」は星が多い順、「永世名人」は査定員の夏井から句集への「掲載決定」と評価された句の多い順に記載

| 段級位       | 段級位       | 認定者                                                                |
| ------------ | ------------ | --------------------------------------------------------------------- |
| 特別永世名人 | 特別永世名人 | 梅沢富美男                                                            |
| 永世名人     | 45句/50句    | 千原ジュニア                                                          |
| 永世名人     | 40句/50句    | 村上健志                                                              |
| 永世名人     | 35句/50句    | 東国原英夫                                                            |
| 永世名人     | 33句/50句    | 横尾渉                                                                |
| 永世名人     | 31句/50句    | 藤本敏史                                                              |
| 名人10段     | 無星         | 中田喜子                                                              |
| 名人9段      | 名人9段      | 千賀健永、森口瑤子                                                    |
| 名人8段      | 名人8段      | 立川志らく                                                            |
| 名人6段      | 名人6段      | 皆藤愛子                                                              |
| 名人2段      | 名人2段      | ミッツ・マングローブ                                                  |
| 名人初段     | 名人初段     | 岩永徹也 、三遊亭円楽                                                 |
| 特待生1級    | 特待生1級    | 石田明、犬山紙子、北山宏光、馬場典子、林修                            |
| 特待生2級    | 特待生2級    | こがけん、篠田麻里子、武田鉄矢、パックン 、松岡充、的場浩司、森迫永依 |
| 特待生3級    | 特待生3級    | 柴田理恵、春風亭昇吉、鈴木光、筒井真理子、向井慧                      |
| 特待生4級    | 特待生4級    | 河合郁人、河井ゆずる、蓮見翔、本上まなみ                              |
| 特待生5級    | 特待生5級    | 大和田獏、かたせ梨乃、勝村政信、内藤剛志、福澤朗、水野真紀、三宅香帆  |
| 特待生剥奪   | 特待生剥奪   | 羽田圭介、光浦靖子                                                    |

水彩画
査定員：野村重存
- 名人10段は、歴代名画TOP7で上位にランクインされている順に記載。採用決定作品数/個展開催必要作品数も記載。

| 段級位    | 段級位    | 認定者 |
| --------- | --------- | --- |
| 名人10段  | 0/20      | 光宗薫（1位、4位、6位） |
| 名人10段  | 1/20      | 田中道子（2位、3位） |
| 名人10段  | 0/20      | 辻元舞（5位、7位） |
| 名人9段   | 名人9段   | レイザーラモンHG |
| 名人6段   | 名人6段   | 土屋伸之 |
| 名人5段   | 名人5段   | 倉中るな |
| 名人4段   | 名人4段   | アンミカ、くっきー! |
| 名人2段   | 名人2段   | 鈴木砂羽、中村嶺亜 |
| 名人初段  | 名人初段  | 久保田裕之、しずちゃん、六平直政 |
| 特待生1級 | 特待生1級 | こがけん、平美乃理 |
| 特待生2級 | 特待生2級 | 小倉久寛、佐藤詩織、渋谷飛鳥、土屋アンナ、中野周平、馬場典子、松田悟志                                                                                    |
| 特待生3級 | 特待生3級 | 黒崎レイナ、千賀健永 |
| 特待生4級 | 特待生4級 | 泉谷しげる、江上敬子 |
| 特待生5級 | 特待生5級 | 伊原六花、大貫勇輔、小田井涼平、小手伸也、サーヤ、SHIZUKU、白石糸、白石聖、関口アナン、津田寛治、とよた真帆、中川大輔、坂東龍汰、前田裕太、真凛、望月琉叶 |

色鉛筆
査定員：三上詩絵
| 段級位    | 認定者                                                                     |
| --------- | -------------------------------------------------------------------------- |
| 名人8段   | 田中道子                                                                   |
| 名人7段   | 犬山紙子、くっきー!、辻元舞、レイザーラモンHG                              |
| 名人5段   | 松田悟志                                                                   |
| 名人3段   | 光宗薫                                                                     |
| 名人初段  | 久保田裕之                                                                 |
| 特待生2級 | 岩永徹也、小松利昌、馬場典子、二見颯一                                     |
| 特待生3級 | 小倉久寛、菊地姫奈、栗原恵、鷲見玲奈、竹内由恵                             |
| 特待生4級 | 中川翔子                                                                   |
| 特待生5級 | 池田鉄洋、岩部彰、小田井涼平、北川愛乃、白鳥久美子、真凛、山﨑浩子、山添寛 |

消しゴムはんこ
査定員：田口奈津子
- 名人10段は、切手採用作品数/切手シート必要作品数も記載

| 段級位    | 認定者 |
| --------- | --- |
| 名人10段  | 千原ジュニア（2/10） |
| 名人初段  | くっきー! |
| 特待生1級 | 田中要次 |
| 特待生2級 | しずちゃん、馬場典子、村山輝星                                                                                                 |
| 特待生3級 | 辻元舞、田中道子 |
| 特待生4級 | 小手伸也、高野洸、つるの剛士                                                                                                   |
| 特待生5級 | 池田鉄洋、大貫勇輔、賀喜遥香、金村美玖、小池美波、駒場孝、笹崎里菜、佐野岳、高橋みなみ、辻希美、光宗薫、宮尾俊太郎、三山ひろし |

いけばな
査定員：前野博紀→假屋崎省吾→小原宏貴
| 段級位    | 認定者                                                       |
| --------- | ------------------------------------------------------------ |
| 名人4段   | 紫吹淳                                                       |
| 名人3段   | 三上真史                                                     |
| 名人初段  | 遼河はるひ                                                   |
| 特待生1級 | 梅沢富美男                                                   |
| 特待生2級 | 熊谷真実、武井壮、千原ジュニア                               |
| 特待生3級 | 泉谷しげる、純名里沙                                         |
| 特待生4級 | GACKT、渡辺えり                                              |
| 特待生5級 | 泉ピン子、鈴木亮平、竹内涼真、武田真治、中丸雄一、東国原英夫 |

盛り付け
査定員：土井善晴
| 段級位    | 認定者                             |
| --------- | ---------------------------------- |
| 名人初段  | 馬場裕之                           |
| 特待生1級 | 杉本彩                             |
| 特待生4級 | 武井壮、千原せいじ                 |
| 特待生5級 | 三遊亭円楽、篠田麻里子、安田美沙子 |

絵手紙
査定員：花城祐子
| 段級位    | 認定者             |
| --------- | ------------------ |
| 特待生1級 | 真琴つばさ         |
| 特待生3級 | タカ、千原ジュニア |
| 特待生4級 | くっきー!、陽月華  |
| 特待生5級 | 川島明、葉加瀬太郎 |

書道
査定員：日守菜穂子→武田双葉
| 段級位    | 認定者   |
| --------- | -------- |
| 特待生3級 | 北山宏光 |
| 特待生4級 | ぺえ     |

陶芸
査定員：岸野和矢→前沢幸恵
| 段級位    | 認定者               |
| --------- | -------------------- |
| 特待生3級 | 松岡充               |
| 特待生4級 | 辻元舞、ハラミちゃん |
| 特待生5級 | 榎木孝明、笠松将     |

和紙ちぎり絵
査定員：辻井花洲
| 段級位     | 認定者       |
| ---------- | ------------ |
| 特待生3級  | しずちゃん   |
| 特待生4級  | カズレーザー |
| 特待生5級  | 若槻千夏     |
| 特待生剥奪 | くっきー!    |

丸シールアート
査定員：大村雪乃
| 段級位    | 認定者                           |
| --------- | -------------------------------- |
| 特待生4級 | 千原ジュニア、辻元舞             |
| 特待生5級 | 池田鉄洋、ハラミちゃん、屋敷裕政 |

バナナアート
査定員：エンドケイプ
| 段級位    | 認定者                             |
| --------- | ---------------------------------- |
| 特待生1級 | 中川翔子                           |
| 特待生3級 | しずちゃん                         |
| 特待生4級 | くっきー!、ハラミちゃん            |
| 特待生5級 | 秋元真夏、栗原恵、こがけん、辻元舞 |

トーストアート
査定員：佐々木愛実
| 段級位    | 認定者                       |
| --------- | ---------------------------- |
| 特待生5級 | 篠原ゆき子、光宗薫、望月理恵 |

ストーンアート
査定員：栗屋近
| 段級位    | 認定者                               |
| --------- | ------------------------------------ |
| 特待生1級 | 中川翔子                             |
| 特待生2級 | 辻元舞、光宗薫                       |
| 特待生3級 | ハラミちゃん                         |
| 特待生5級 | 犬山紙子、片桐仁、鈴木砂羽、田渕章裕 |

手形足形アート
査定員：小池丸
| 段級位    | 認定者                                   |
| --------- | ---------------------------------------- |
| 特待生4級 | 千原ジュニア                             |
| 特待生5級 | 朝日奈央、しずちゃん、山下リオ、弓木奈於 |

スクラッチアート
査定員：アカダチアキ
| 段級位    | 認定者                                 |
| --------- | -------------------------------------- |
| 特待生5級 | 金村美玖、神谷健太、きょん、呂布カルマ |

一筆書きアート
査定員：YUIHALF
| 段級位    | 認定者                             |
| --------- | ---------------------------------- |
| 特待生3級 | くっきー!、ハラミちゃん            |
| 特待生4級 | しずちゃん、千原ジュニア、中野周平 |
| 特待生5級 | 大村朋宏                           |

丸太アート
査定員：丹羽哲士
| 段級位    | 認定者             |
| --------- | ------------------ |
| 特待生5級 | 片桐仁、つるの剛士 |

ガラスアート
査定員：小林大輔
| 段級位    | 認定者                                                           |
| --------- | ---------------------------------------------------------------- |
| 特待生5級 | 小松利昌、菅井友香、武田真治、みりちゃむ、村山輝星、横山だいすけ |

オリジナル絵描き歌
査定員：宮地明子
| 段級位    | 認定者       |
| --------- | ------------ |
| 特待生5級 | ハラミちゃん |

ヘアフラワーアート
査定員：清野光
| 段級位    | 認定者             |
| --------- | ------------------ |
| 特待生5級 | 長尾謙杜、ベッキー |

その他
- 梅沢富美男：そば（特待生5級、査定員：小高孝之[注 49]）、煮付（特待生5級、査定員：中村孝明）
- 辻元舞：バルーンアート（特待生5級、査定員：家泉あずさ）
- 馬場裕之：炒飯（特待生5級、査定員：菰田欣也）、煮物（特待生5級、査定員：野崎洋光）
- 未唯mie：パスタ（特待生4級、査定員：神戸勝彦[注 50]）
- 光宗薫：黒板アート（特待生5級、査定員：河野真弓）

## 主なBGM
- 「旅ガラスの町」（『不思議のダンジョン2 風来のシレン』より） - 夏井いつきが俳句を講評するシーン
- 「ジパング」（『ドラゴンクエストIII そして伝説へ…』より） - 上に同じ
- 「エイトメロディーズ」（『MOTHER』より） - 上に同じ。ただし、用いられているのは琴によるアレンジバージョン。

## エンディングテーマ
レギュラー版
- jealkb「DEAD ROCK」（2012年 10月 - 12月）
- 徳山秀典「僕等の道」（2013年 1月 - 3月）
- 超新星「抱・き・し・め・た・い」（2013年 4月 - 5月）
- 超新星「おかえり。」（2013年 6月 - 7月）
- 河村隆一「Miss you」（2013年 8月 - 9月）
- YU-A「Try Again」（2013年 11月 - 12月）
- ぽこた「white love」（2014年 1月 - 2月）
- MYNAME「F.F.Y」（2014年 3月 - 4月）
- YU-A「You are my superman」（2014年 5 - 6月）
- koma'n「次、渋谷」（2014年 7月 - 9月）
- Amour MiCo「I WISH」（2014年 10 - 12月）
- クリフエッジ「シリウス」（2015年 1月 - 3月）
- I Don't Like Mondays.「WE ARE YOUNG」（2015年 4月 - 6月）
- 超新星「BLOWIN'」（2015年 7月 - 10月1日）
- CODE-V「DANCIN' CIRCLE」（2015年 10月15日 - 12月）
- ソンモ from超新星「Wake up」（2016年 1月 - 2月11日）
- 超新星「またキミと…」（2016年 2月18日 - 3月）
- Doll☆Elements「Dear future」（2016年 4月 - 5月）
- KEVIN（from U-KISS）「Make me」（2016年 6月 - 7月）
- RADIO FISH（feat.當山みれい）「GOLDEN TOWER」（2016年 8月 - 9月）
- jealkb「reboot」（2016年 10月 - 11月）
- ユナク&ソンジェ from超新星「Precious Love」（2016年12月 - 2017年1月）
- J☆Dee'Z「Answer」（2017年 2月 - 3月）
- Over The Top「僕らの旗」（2017年 4月 - 6月)
- 夢みるアドレセンス「ララララ・ライフ」（2017年7月）
- エグスプロージョン「ペンギン」（2017年 8月 - 9月）
- 山本彩「JOKER」（2017年 10月 - 11月）
- BTS（防弾少年団）「MIC Drop 〜Japanese ver.〜」（2017年12月 - 2018年1月）
- Re:Complex「One&Only」（2018年 2月 - 3月）
- ジェニーハイ「片目で異常に恋してる」（2018年 4月 - 5月）
- 暁月凛「Early Days」（2018年 6月 - 7月）
- つぼみ「Dreamer」（2018年 8月 - 9月）
- shimamo「セツナdays」（2018年 10月 - 11月）
- 鹿乃「「Q」&「A」」（2018年 12月 - 2019年 1月）
- ソンモ「モナリザ」（2019年 2月 - 3月）
- TANAKA ALICE「Watch Out!」（2019年 4月 - 5月）
- 宮沢和史「Paper Plane」（2019年 6月 - 7月）
- 山本彩「棘」（2019年 8月 - 9月）
- つぼみ大革命「笑DNA」（2019年 10月 - 11月）
- Jewel「夢が夢じゃなくなる日まで」（2019年 12月 - 2020年1月）
- Re:Complex「Neo Gravity」（2020年 2月 - 3月）
- 河内REDS「時計じかけのオレたち」（2020年 4月 - 5月）
- Ooops!「Where？」（2020年 6月 - 7月）
- 窓辺の猫feat.つじあやの「むぎ（猫）」（2020年 8月 - 9月）
- TWiN PARADOX「アホなんとちゃうのん」（2020年 10月 - 11月）
- ニガミ17才「こいつらあいてる」（2020年 12月 - 2021年 1月）
- illiomote「きみにうたう」（2021年 2月 - 3月）
- CIX「All For You」（2021年 4月 - 5月）
- kobore「夜空になりたくて」（2021年 6月 - 7月）
- 超能力戦士ドリアン「家のお風呂でさっパーリーナイト」（2021年 8月 - 9月）
- 日谷ヒロノリ「シャイニングサマーディーズ～真夏の支配者～」（2021年 10月 - 11月）
- Runny Noize「音の鳴る方へ」（2021年 12月 - 2022年 1月）
- ウルトラズ「あいがあう（トースター松井Ver.）」（2022年 2月 - 3月）
- CIX「Pinky Swear」（2022年 4月 - 5月）
- OCTPATH「Perfect」（2022年 6月 - 7月）
- キュウソネコカミ「優勝」（2022年 8月 - 9月）
- Rocket Punch「ドキドキLOVE」（2022年 10月 - 11月）
- 中孝介「愛紅」（2022年12月 - 2023年 1月）
- Kawaguchi Yurina×ガンバレルーヤ ｢Cheeky Cheeky｣（2023年 2月 - 3月）
- GOOD BYE APRIL「BRAND NEW MEMORY」（2023年 4月 - 5月）
- 風男塾「君日和」（2023年 6月 - 7月）
- チョコレートプラネット「君のナツ、ユビサック」（2023年 8月 - 9月）
- 2xFE「Pentatonic Vibe」（2023年 10月 - 11月）
- DAZBEE「シュガーコート」（2023年 12月 - 2024年 1月）
- asobi「All In My Head」（2024年 2月 - 3月）
- 「」（2024年 4月 - 5月）
- DXTEEN「Pentatonic Vibe」（2024年 6月 - 7月）
- 如月マロン（ジェラードン）「affogato」（2024年 8月 - 9月）
- HONEST BOYZ®「ズクダンズンブングン feat. はんにゃ.金田」（2024年 10月 - 11月）
- MACK JACK「マイメン’91 feat. KOPERU（from梅田サイファー） 」（2024年 12月 - 2025年 1月）
- THE FRANK VOX「また、会おう」（2025年 2月 - 3月）

## ネット局と放送時間

### パイロット版
| 放送対象地域   | 放送局                    | 系列    | 放送日時                    | ネット状況 |
| -------------- | ------------------------- | ------- | --------------------------- | ---------- |
| 近畿広域圏     | 毎日放送（MBS）           | TBS系列 | 2012年8月9日 19:00 - 20:54  | 制作局     |
| 北海道         | 北海道放送（HBC）         | TBS系列 | 2012年8月9日 19:00 - 20:54  | 同時ネット |
| 岩手県         | IBC岩手放送（IBC）        | TBS系列 | 2012年8月9日 19:00 - 20:54  | 同時ネット |
| 山形県         | テレビユー山形（TUY）     | TBS系列 | 2012年8月9日 19:00 - 20:54  | 同時ネット |
| 福島県         | テレビユー福島（TUF）     | TBS系列 | 2012年8月9日 19:00 - 20:54  | 同時ネット |
| 関東広域圏     | TBSテレビ（TBS）          | TBS系列 | 2012年8月9日 19:00 - 20:54  | 同時ネット |
| 山梨県         | テレビ山梨（UTY）         | TBS系列 | 2012年8月9日 19:00 - 20:54  | 同時ネット |
| 新潟県         | 新潟放送（BSN）           | TBS系列 | 2012年8月9日 19:00 - 20:54  | 同時ネット |
| 静岡県         | 静岡放送（SBS）           | TBS系列 | 2012年8月9日 19:00 - 20:54  | 同時ネット |
| 富山県         | チューリップテレビ（TUT） | TBS系列 | 2012年8月9日 19:00 - 20:54  | 同時ネット |
| 石川県         | 北陸放送（MRO）           | TBS系列 | 2012年8月9日 19:00 - 20:54  | 同時ネット |
| 島根県・鳥取県 | 山陰放送（BSS）           | TBS系列 | 2012年8月9日 19:00 - 20:54  | 同時ネット |
| 岡山県・香川県 | 山陽放送（RSK）           | TBS系列 | 2012年8月9日 19:00 - 20:54  | 同時ネット |
| 広島県         | 中国放送（RCC）           | TBS系列 | 2012年8月9日 19:00 - 20:54  | 同時ネット |
| 愛媛県         | あいテレビ（itv）         | TBS系列 | 2012年8月9日 19:00 - 20:54  | 同時ネット |
| 長崎県         | 長崎放送（NBC）           | TBS系列 | 2012年8月9日 19:00 - 20:54  | 同時ネット |
| 熊本県         | 熊本放送（RKK）           | TBS系列 | 2012年8月9日 19:00 - 20:54  | 同時ネット |
| 鹿児島県       | 南日本放送（MBC）         | TBS系列 | 2012年8月9日 19:00 - 20:54  | 同時ネット |
| 青森県         | 青森テレビ（ATV）         | TBS系列 | 2012年8月23日 19:00 - 20:54 | 2週間遅れ  |
| 宮城県         | 東北放送（TBC）           | TBS系列 | 2012年9月2日 14:00 - 16:00  | 24日遅れ   |
| 福岡県         | RKB毎日放送（RKB）        | TBS系列 | 2012年9月2日 14:00 - 16:00  | 24日遅れ   |
| 大分県         | 大分放送（OBS）           | TBS系列 | 2012年10月7日 15:00 - 16:54 | 59日遅れ   |
| 沖縄県         | 琉球放送（RBC）           | TBS系列 | 2012年11月1日 13:55 - 15:55 | 84日遅れ   |

### レギュラー版
| 放送対象地域   | 放送局                    | 系列           | 放送期間         | 放送日時           | ネット状況 | 備考                |
| -------------- | ------------------------- | -------------- | ---------------- | ------------------ | ---------- | ------------------- |
| 近畿広域圏     | 毎日放送（MBS）           | TBS系列        | 2012年10月11日 - | 木曜 19:00 - 20:00 | 制作局     | [ 注 51 ]           |
| 北海道         | 北海道放送（HBC）         | TBS系列        | 2012年10月11日 - | 木曜 19:00 - 20:00 | 同時ネット | [ 注 52 ]           |
| 青森県         | 青森テレビ（ATV）         | TBS系列        | 2012年10月11日 - | 木曜 19:00 - 20:00 | 同時ネット |                     |
| 岩手県         | IBC岩手放送（IBC）        | TBS系列        | 2012年10月11日 - | 木曜 19:00 - 20:00 | 同時ネット |                     |
| 宮城県         | 東北放送（tbc）           | TBS系列        | 2012年10月11日 - | 木曜 19:00 - 20:00 | 同時ネット |                     |
| 山形県         | テレビユー山形（TUY）     | TBS系列        | 2012年10月11日 - | 木曜 19:00 - 20:00 | 同時ネット |                     |
| 福島県         | テレビユー福島（TUF）     | TBS系列        | 2012年10月11日 - | 木曜 19:00 - 20:00 | 同時ネット |                     |
| 関東広域圏     | TBSテレビ（TBS）          | TBS系列        | 2012年10月11日 - | 木曜 19:00 - 20:00 | 同時ネット |                     |
| 山梨県         | テレビ山梨（UTY）         | TBS系列        | 2012年10月11日 - | 木曜 19:00 - 20:00 | 同時ネット |                     |
| 長野県         | 信越放送（SBC）           | TBS系列        | 2012年10月11日 - | 木曜 19:00 - 20:00 | 同時ネット |                     |
| 新潟県         | 新潟放送（BSN）           | TBS系列        | 2012年10月11日 - | 木曜 19:00 - 20:00 | 同時ネット |                     |
| 静岡県         | 静岡放送（SBS）           | TBS系列        | 2012年10月11日 - | 木曜 19:00 - 20:00 | 同時ネット |                     |
| 富山県         | チューリップテレビ（TUT） | TBS系列        | 2012年10月11日 - | 木曜 19:00 - 20:00 | 同時ネット |                     |
| 石川県         | 北陸放送（MRO）           | TBS系列        | 2012年10月11日 - | 木曜 19:00 - 20:00 | 同時ネット |                     |
| 中京広域圏     | CBCテレビ（CBC）          | TBS系列        | 2012年10月11日 - | 木曜 19:00 - 20:00 | 同時ネット | [ 注 52 ] [ 注 53 ] |
| 島根県・鳥取県 | 山陰放送（BSS）           | TBS系列        | 2012年10月11日 - | 木曜 19:00 - 20:00 | 同時ネット |                     |
| 岡山県・香川県 | RSK山陽放送（RSK）        | TBS系列        | 2012年10月11日 - | 木曜 19:00 - 20:00 | 同時ネット | [ 注 54 ]           |
| 広島県         | 中国放送（RCC）           | TBS系列        | 2012年10月11日 - | 木曜 19:00 - 20:00 | 同時ネット | [ 注 52 ]           |
| 山口県         | テレビ山口（tys）         | TBS系列        | 2012年10月11日 - | 木曜 19:00 - 20:00 | 同時ネット |                     |
| 愛媛県         | あいテレビ（itv）         | TBS系列        | 2012年10月11日 - | 木曜 19:00 - 20:00 | 同時ネット |                     |
| 高知県         | テレビ高知（KUTV）        | TBS系列        | 2012年10月11日 - | 木曜 19:00 - 20:00 | 同時ネット |                     |
| 福岡県         | RKB毎日放送（RKB）        | TBS系列        | 2012年10月11日 - | 木曜 19:00 - 20:00 | 同時ネット | [ 注 52 ]           |
| 長崎県         | 長崎放送（NBC）           | TBS系列        | 2012年10月11日 - | 木曜 19:00 - 20:00 | 同時ネット |                     |
| 熊本県         | 熊本放送（RKK）           | TBS系列        | 2012年10月11日 - | 木曜 19:00 - 20:00 | 同時ネット | [ 注 55 ]           |
| 大分県         | 大分放送（OBS）           | TBS系列        | 2012年10月11日 - | 木曜 19:00 - 20:00 | 同時ネット |                     |
| 宮崎県         | 宮崎放送（MRT）           | TBS系列        | 2012年10月11日 - | 木曜 19:00 - 20:00 | 同時ネット |                     |
| 鹿児島県       | 南日本放送（MBC）         | TBS系列        | 2012年10月11日 - | 木曜 19:00 - 20:00 | 同時ネット |                     |
| 沖縄県         | 琉球放送（RBC）           | TBS系列        | 2012年10月11日 - | 木曜 19:00 - 20:00 | 同時ネット |                     |
| 秋田県         | 秋田テレビ（AKT）         | フジテレビ系列 | 2018年4月1日 -   | 日曜 12:00 - 13:00 | 遅れネット | [ 注 56 ]           |

### 過去のネット局
| 放送対象地域 | 放送局            | 系列           | 放送期間                     | 放送日時           | ネット状況 | 備考      |
| ------------ | ----------------- | -------------- | ---------------------------- | ------------------ | ---------- | --------- |
| 福井県       | 福井テレビ（FTB） | フジテレビ系列 | 2016年4月3日 - 2024年3月31日 | 日曜 12:00 - 13:00 | 遅れネット | [ 注 57 ] |

### 備考
- 再放送の際には、MBSアナウンサーの案内音源による解説放送を実施している。
- 2024年6月以降は、「TBSバラエティ　ハッピーアワー」（TBSテレビが平日の夜間に放送するバラエティ番組の開始時間を18:30に統一する期間限定の特別編成）の対象に当番組のスペシャル版が含まれる日に、TBS・MBS（制作局）・itv（愛媛県松山市在住の夏井にとっての地元局）に限って18:30からの先行放送を実施。他のネット局（全21局）では、通常編成に沿って19:00から放送している。この期間にはTBSが『Nスタ』（夕方帯の報道・情報番組）平日版の関東ローカルパート（本来はJNN全国ニュースパート直後の18:15 - 19:00に編成）を18:30で切り上げているが、当番組が放送される日には、後者のネット局が18:15 - 19:00の時間帯で自主編成（ローカルニュースやスポンサー付きのローカル番組などの放送）を優先している。
  - 「TBSバラエティ　夏のハッピーアワー」（2024年6月24日 - 7月15日の期間で7月4日を除く平日に設定）
    - 7月11日放送分の『俳句炎帝戦2024』（18:30 - 21:00）が対象番組に含まれていたが、実際には「炎帝戦2024」の放送を19:00:10から開始した。
    - MBSでは、「炎帝戦2024」の見どころ（注目の出場者・過去の俳句タイトル戦における梅沢の「惨敗ヒストリー」など）を清水が単独で同局とTBS・itvでの視聴者向けに紹介するパートを、「一部地域限定」と銘打って18:30:10から18:59:59まで編成。他の同時ネット局の視聴者に対しても、このパートを「TVer」におけるリアルタイム配信の対象に含めたり、このパートで放送する映像を活用した「切り抜き風PR動画」を番組のX（twitter）公式アカウントで放送中に数本公開したりするなどの配慮を施していた[81]。

  - 「TBSバラエティ　ハッピーアワー」（2024年9月23日 - 10月18日の平日に設定）
    - 10月3日放送分のスペシャル版（「俳句金秋戦2024」「第3回色えんぴつコンクール」「大漁旗アートコンクール」の3部構成で18:30 - 22:00に編成）が対象番組に含まれていたため、「第3回色えんぴつコンクール」を19:00から全局一斉に放送。「色えんぴつコンクール」の「お題」が豊洲　千客万来（東京都江東区）内の飲食店で提供中のメニューであったことから、TBS・MBS・itv向けの先行放送の時間帯（18:30 - 19:00）には、19:00から放送されるコンクールの見どころと「視聴者からの反響が大きかった『美味そうなアート』」（飲食物を色鉛筆やスプレーアートで描いた査定済み作品7点のランキング）を清水の単独進行で紹介するパートを設けていた。ちなみに、以上の3局では、このパートを含めて『プレバト!! 秋の3時間半スペシャル』というタイトルで放送。
    - 当番組では10月10日・17日にもレギュラー版を編成しているが、TBSが両日の対象番組を『ギャル曽根ファミリーのまんぷく家族旅』（関東ローカル向けの特別番組として18:30 - 19:00に放送）に定めていたため、当番組を通常編成と同じく19:00 - 20:00にネット全局で一斉に放送した。
- 2024年8月8日には、TBSテレビと一部の系列局で『Nスタ』（報道・情報番組）の第0部（任意ネット枠）を放送中の16:43頃に、マグニチュード7.1（最大震度6強）の地震（日向灘地震）が宮崎県の南部で発生。この地震の震源とされる日向灘が「南海トラフ巨大地震の震源域」と想定されるエリアの南西端に当たることから、「気象庁が南海トラフ沿いの地震に関する評価検討会の臨時会合を初めて開く」という事態に至った。当番組は、通常どおり19:00から全国ネット向けの放送を始めていたものの、冒頭で放送を予告していた企画の大半（「一筆書きアートの才能査定ランキング」の後半→「俳句の才能査定ランキング」の全編→「永世名人のお手本」）を以下の事情で放送できなかった[82]。
  - 評価検討会の臨時会合は17:30頃（本来は任意ネット枠である『Nスタ』第1部の全国放送中）から始まっていたが、月に1回開かれる定例会合での通例などから、「調査結果を開催の2時間後（当番組を放送中の19時台）に発表する」という可能性が『Nスタ』などで指摘されていた。当番組を制作しているMBSでは、このような可能性を勘案しながら、当番組の放送を19:00に開始。放送に際しては、「気象庁が津波注意報がを発令している地域を黄色で示した日本地図を、注意報が完全に解除されるまで、本編の放送中に画面中央部の左側へ常時表示する」「地震に関する情報を、L字型の画面などで繰り返し表示する」「調査結果の発表が始まった時点で、TBS発（『Nスタ』がベース）のJNN報道特別番組に切り替える」といった条件を付けていた。しかし、評価検討会が「南海トラフ地震臨時情報」（巨大地震注意）を発表することが、「一筆書きアートの才能査定ランキング」の放送中（蛙亭の中野周平が「才能アリ1位」であることを発表していた19:15頃）に判明。MBSでは、「一部スポンサーのタイムCMを流した後に、査定を受けていた中野とくっきー（当時は特待生4級）の作品を紹介したうえで、『俳句の才能査定ランキング』と『特別永世名人のお手本』を順次放送する」という当初の予定を急遽取り消すとともに、当該CMを全て消化してから報道特別番組に切り替えた[注 58]。
  - TBSテレビ系列では8日の20:00（『ニンゲン観察バラエティ モニタリング』のレギュラー版）から通常編成に復帰したが、当番組は同日に中断されてからの放送と、TVerによる本編の動画配信を休止。MBSでは、翌週（15日）に編成している当番組のレギュラー放送枠を8日分の全編振替放送に充てたほか、TVerによる振り替え分の「見逃し動画配信」を15日の放送直後（20:00）から次回放送の開始1分前（22日の18:59）まで実施している。ちなみに、振り替え放送に際しては、「俳句の才能査定ランキング」のお題紹介映像（「○月○日　今日のお題」）に添えられている「○月○日」（放送日）の字幕とナレーションを「8月15日」に変更。その一方で、当日に発行された一部の新聞では、テレビ番組表の当番組の紹介枠内に再放送のマークが付けられていた。
- 当番組では、3時間（または3時間半）スペシャルの場合は19:00（3時間半時は18:30）から開始し、終了時間は22:00（または21:50）に設定されている。これは、同じ浜田（2024年1月4日まではダウンタウンのメンバーで、松本人志と同時司会、25日以降は単独）がMCを務めていた「ダウンタウンDX」（読売テレビ）が22:00 - 23:00に編成されていたためであり、22時台に放送したことは一回もない[注 59]。

## インターネット向けの動画配信
| 配信元        | 更新日時             | 配信期間 | 備考                 |
| ------------- | -------------------- | -------- | -------------------- |
| MBS動画イズム | 木曜日の本放送終了後 | 7日間    | 最新回限定で無料配信 |
| TVer          | 木曜日の本放送終了後 | 7日間    | 最新回限定で無料配信 |
| Gyao!         | 木曜日の本放送終了後 | 7日間    | 最新回限定で無料配信 |

2021年8月5日以降の放送分では、TVerでの配信サービスをエンディングで紹介している。ただし、諸般の事情から、放送での予告がないまま配信を見合わせることがある。また、新旧のアスリートが出演した回で過去に出場した世界大会（オリンピックなど）の試合映像、番組初出演の俳優が過去に出演していたTBS系列以外の放送局のドラマなどからの提供映像や写真をテレビで放送した場合には、その部分を「この場面は、都合により映像はお見せできません。」という字幕で伏せている。このような映像や写真を含めた動画の配信が、放送局、新聞社、雜誌などの出版社、撮影者、製作会社の著作権、タレントの所属事務所、アスリートの所属チーム、対戦相手、共演者などの肖像権との兼ね合いで、法律上「著作物の二次利用」とみなされることによる。
なお、TVerでは2022年4月14日放送分からリアルタイム配信を実施。『俳句炎帝戦2024』の放送（2024年7月11日）に際しては、MBS・TBS・itvだけで流れていた「一部地域限定の見どころ紹介」（詳細前述）から配信を始めていたため、他の同時ネット全局の放送対象地域でもこのパートをリアルタイム配信で視聴できるようになっていた。逆に、『俳句金秋戦2024』などが組まれていた2024年10月3日のスペシャル版（前述）では、「MBS・TBS・itv向けの先行放送（18:30 - 19:00）パートを含めた全編の動画を、（他のネット全局が一斉に放送を始める）19:00から配信する」という特例措置が講じられた。もっとも、当番組では事前に収録した映像を放送にも配信にも使用しているため、リアルタイム配信でも上記の制約が課せられている。

## スタッフ

### レギュラー版（2025年8月以降）
- ナレーション：銀河万丈[注 63]
- 構成：中野俊成／堀江利幸、樅野太紀、相澤昇、寺田智和
- TM：喜多良平（MBS）
- TP：山下悠介
- SW：遠山康之
- カメラ：小川利行
- 音声：奈良岡純一
- VE：山下将平
- 照明：白石弘志
- PA：鈴木智之
- VTR：土井理沙
- モニター：勝野真由子
- VIZ：井上洸佑
- アートディレクター：小暮菜月（2025年8月14日-）
- キャラクター：田中秀幸（以前はタイトル→CG）
- 編集：井川貴史、林宏美、渡邊美里
- MA：堀博勝
- 効果：上口昭雄（一時離脱→復帰）
- 美術プロデューサー：吉田敬
- デザイン：野口陽介（一時離脱→復帰）
- 美術コーディネーター：平山雄大
- 大道具：木村敬
- アクリル装飾：高橋瞳
- 電飾：菅田重樹
- メイク：Office MAKISE、山田かつら
- スタイリスト：木村直美
- 衣装：宮澤愛
- 協力：ニューテレス、フジアール、プログレッソ、glow、HIBINO、ビーオネスト、フレイムグラフィックス、ビープス、NO TITLE、東京オフラインセンター
- 映像協力：PIXTA、一茶記念館、公益財団法人虚子記念文学館、近代日本人の肖像
- キャスティング協力：田村力・北村かずや（共にビーオネスト）
- リサーチ：フルタイム
- 編成：伊藤広（MBS、2024年9月12日-）
- 宣伝：竹山亜紀（MBS、一時離脱►復帰）
- 番組アドバイザー：西澤和也（MBS、以前は編成）
- デスク：本井智世・太田友里（MBS）、森本美咲・新井彩佳（b-DASH）
- 制作プロデューサー：鈴木美帆（b-DASH、以前はAP）
- 制作進行：福岡雅秀（b-DASH、以前はAP）
- AP：高橋くれあ・假屋颯太（吉本興業）、早川美沙（b-DASH、以前はAD）
- AD：一場那菜（b-DASH）【毎週】、小澤拓真、古川あさひ、栃倉睦、山岸凪沙、河原芳樹、中山悟、岩堀文香、矢吹瑠香、大野華奈、金城りいか、佐々木美颯、宮里翼、堀内花、松尾柔花、川村菜摘、坂元理子、下國流依【週替り】
- ディレクター：金城和彦・桑田悠司・濱崎誠也・木村駿太・小野寺陽菜（b-DASH）、大久保早紀（ウインズウイン）、大森千代美、大峯あつし（MBS企画）、浦川瞬、松岡活美（花組）、木村英貴（FAT TRUNK）、木村亮太郎（金城〜大久保→共に以前はAD、桑田→一時離脱）
- 演出：松田裕士（のれそれ丸）、山口博、本間和美、鳥越一夫（FAT TRUNK）、佐々木卓也、中田三浩（b-DASH）、新谷洋介（吉本興業）（新谷以外→以前はディレクター）
- 総合演出：水野雅之（MBS）
- プロデューサー：藤田恭輔（MBS、2024年7月25日-、以前はメディア・バスターズ所属で演出、一時離脱）、野田雄司（吉本興業、2024年8月1日-）、林敏博（b-DASH）
- チーフプロデューサー：向功（MBS、2024年7月25日-）
- 制作協力：b-DASH、よしもとブロードエンタテインメント
- 制作：吉本興業
- 製作著作：MBS

### 過去のスタッフ
- TM：永松良仁、竹本友亮、高石和隆（全員MBS）
- TP：深谷高史
- VE：水野博道
- 照明：安藤雅夫、前田貢伺
- モニター：馬場俊朗
- VTR：齋藤雄一、青木洋子
- VIZ：京橋範彦（MBS、以前はCG）、伊藤亮介
- 美術：松沢由之、橋本昌和
- 美術プロデューサー・デザイン：坪田幸之
- 美術進行：安楽信行、林政之、西村貴則
- 大道具：古川竜次、三谷陽介、菅原英一、宇津木文高
- アクリル装飾：鳥居大吾、堀内重彰
- 電飾：今井歩、斉藤誠二、白鳥雄一、鈴木健也
- 編集：内田裕之、藤井竜也
- イラスト：川崎あっこ
- MA：前島真一
- 効果：イ・ジョンホ、小川慶一、大堀裕一
- スタイリスト：北田あつ子、利光栄治郎
- メイク：JUN MAKE UP
- 協力：FMT、ウインズウイン、砧スタジオ
- キャスティング協力：根岸美弥子（ビーオネスト、一時離脱►復帰）
- 編成：石田敦子、山田陽輔（山田→一時離脱►復帰）、近藤千笑子、上村華乃子（上村→2023年7月13日-2024年9月5日）（全員MBS）
- 編成・宣伝：古田涼子（MBS、2022年11月17日から2023年7月6日までは編成兼務）
- 宣伝：内藤史、諸冨洋史、藤井奈々、伊藤紗季（伊藤→2024年7月-2025年2月）（全員MBS）
- デスク：瀬田麻衣子、芝崎菜穂、仙北屋幾美、井上美早、西澤なつみ（MBS）、反橋たかみ、土橋理恵（MBS）、藤村茉耶（MBS）、阪本智美（MBS）、岡田理絵子（b-DASH）
- FD：堀脇慎志郎、坂下明
- 制作プロデューサー：加茂忠夫（オフィスクライン）
- 制作進行：今村優（b-DASH、以前はAD→一時離脱→ディレクター）
- AP：佐々木将人、脇元皓暉（よしもとクリエイティブ・エージェンシー）、寺西泰寿・坂井直樹・鮎川雅江（吉本興業）、大空優生（b-DASH、以前はAD→制作進行）
- AD：白石宗之（b-DASH）、大城侑子、鎌田志緒里、友田岳詩、梶尾菜津美、渋谷七海、村上理奈、埜中拓也、吉田貴幸、大平唯加、三谷周平、上原彩子、加藤彩音、小野郁理、柴田篤寛、牧野将也、前田実咲、小林早紀、甲斐萌美、大西里奈、遠藤菜々、三井翔（三井→b-DASH）、森井圭太、松岡基（松岡→b-DASH、以前は週替りAD）、阿武茉奈美（b-DASH）、山田琴音、武井慎太郎、村上万奈、川崎大地、近藤和司、後藤悠也、伊藤皓史（b-DASH）、八木洋平、水田雄也、種子田絵梨、山口香奈・篠原小桃・飯室円・中西小桃・神田もにか・大西隆介（b-DASH、山口→毎週）、松本孝一、中窪雄一、西川宏輝、柴崎祐輔、大西優介、中村亮介、藤宮涼、直江有祐、宮井克典、山田美保、三村咲絢、髙野瑞稀、松丸志保、指方悠名
- ディレクター：寺沢隆、山本カンスケ（オフィスクライン）、早川多祐（GUTS）、小石重蔵（吉本興業）、加藤展康、杉本諭久、野村哲史（GUTS）、日下真行（MBS企画）、多田裕介、緑川大介、中村武史（MBS）、大谷真也（MBS）、西山嘉昭、藤野智光（うずまき）、伊藤健司（b-DASH）、大﨑義宏（BABYISH HEART）、山本健太郎、西岡正純、児玉光生（b-DASH）、植田俊平、角田瞬（オフィスクライン）、柳信也（Gothic）、渡邊美幸（MBS、以前はAD）、田中健太（86）、西尾友里（b-DASH）、竹内成修（MBS）、宮崎優（b-DASH、以前はAD）、原田大地、栁将和（オフィスクライン、以前はAD）、関口正樹
- 演出：深坂崇夫（以前はディレクター）、田中良憲（MBS企画）、山内健太郎（MBS）、宮原和音（b-DASH►よしもとブロードエンタテインメント）
- 監修：岡田秀行（b-DASH、以前は演出）
- プロデューサー：井口岳洋・田中良・長富剛・木米英治・合田忠弘（MBS、合田→2023年7月13日-2024年7月18日、一時離脱►復帰►編成）、稲冨聡（よしもとクリエイティブ・エージェンシー）、長江康裕・増田潤則・渡辺蔵人・帯川航（吉本興業、増田→以前はAP）
- チーフプロデューサー：上野大介（MBS、以前はプロデューサー、2024年7月18日まで）

### パイロット版
- ナレーション：銀河万丈
- 構成：中野俊成、寺田智和
- TM：永松良仁（MBS）
- TP：深谷高史
- SW：遠山康之
- カメラ：長瀬正人
- 音声：奈良岡純一
- VE：水野博道
- 照明：安藤雅夫
- PA：鈴木智之
- VTR：高木稔
- モニター：前島亮二
- CG：京橋範彦（MBS）
- タイトル：田中秀幸
- 編集：藤井竜也
- MA：川原崎智史
- 効果：上口昭雄
- 美術：松沢由之
- デザイン：野口陽介
- 進行：安楽信行
- 大道具：古川竜次
- アクリル装飾：石橋誉礼
- 電飾：森智
- メイク：Office MAKISE、JUN MAKE UP
- 衣裳：横田尊正
- 協力：ニューテレス、フジアール、FLT、glow、HIBINO、フレイムグラフィックス、ビーオネスト、ウインズウィン、砧スタジオ、ビープス、第一興商、セイコータイムシステム
- スタッフ協力：ビーダッシュ、MBS企画
- 衣装協力：アンダーアーマー、パリミキ、アスビー、ジャンブルストア、
- 撮影協力：スシロー、ゲオ、アニメイト、東京ガス
- リサーチ：今田佑
- 編成：合田忠弘（MBS）、藤原麻知・岸田大輔（TBS）
- 宣伝：内藤史（MBS）、鈴木慎治（TBS）
- AD：白石宗之（b-DASH）、平山崇（MBS企画）
- デスク：阿部繭子（MBS）、河田つぎみ（ビーダッシュ）
- FD：堀脇慎志郎（ウインズウイン）
- AP：福岡雅秀・永田浩子（共にb-DASH）
- チーフディレクター：中田三浩（b-DASH）
- ディレクター：山田雅之（MBS）、緑川大介、鳥越一夫（FAT TRUNK）、茂木孝太・岡山薫・加藤展康（b-DASH）
- 総合演出：水野雅之（MBS）
- プロデューサー：井口岳洋（MBS）、稲冨聡（よしもとクリエイティブ・エージェンシー）、林敏博（b-DASH）、中村和宏（MBS企画）
- 制作協力：吉本興業
- 製作著作：MBS・TBS

## エピソード
- 2017年5月14日（日曜日）には、有料予約制の「『プレバト!!』カルチャー俳句スクール関西」を毎日放送の本社で開講。俳句査定員の夏井が「講師」を務める一方で、当時のアシスタントだった豊崎に代わって、後に豊崎からアシスタントを引き継ぐ玉巻が進行した[注 64]。夏井によれば「（当時は）東京や名古屋での開催も予定されていた」とのこと[86]だが、実際に開催されたのはこの日だけで、当番組の単独主催による公開イベントも2023年12月の「プレバト!!水彩画展」までおよそ6年半見送られていた。
- 2018年6月7日放送分の「俳句の才能査定ランキング」で実施された特待生昇格試験で東国原が披露した句に関して、「前年（2017年）の6月に『宮崎日日新聞』へ掲載された読者からの投稿句に類似している」とtwitter上で指摘されたことをきっかけに、東国原による盗作疑惑が放送後に浮上した。
  - 上記の指摘は「『宮崎日日新聞』に句を投稿した本人の関係者」とされる人物のツイートによるもので、同紙が東国原の地元・宮崎県内向けに発行される日刊紙であることから、東国原本人も同年7月5日に自身のtwitter公式アカウントで見解を発表。「（twitterで）指摘の俳句を全く知らなかったが、（当番組で査定された句と）あまりにも似ているうえに、地元の新聞（『宮崎日日新聞』）に出ていたので、もはや『盗作』と言われても仕方ない。全く承知していなかったとはいえ、結果として似てしまったのは、『私の至らなさ・責任』だと思う。盗作の疑念を持たれても仕方ない」という表現で謝意を示しながらも、「（当番組への査定向けに）句を作る際には、類句がないことを、関係者の協力で確認している」として、盗作の事実を否定した。そのうえで、「自分の名前で発表した句について、類句や類想句であることが発表後に発覚した場合には、盗作の事実がなくてもその句を取り下げる（『自分の句』であることを一切主張しない）」という俳句のマナールールに則って、前述した句を取り下げる方向で番組スタッフとの相談・協議に入ることを明かした[87]。
  - 東国原は、第2回炎帝戦・予選（同年8月2日放送分）の冒頭で、上記の疑惑に初めて言及した。これに対して、俳句査定員の夏井は、俳句界での慣習（「全ての句や作者を性善説で考える」「自作の句に似た句が先にあったことが分かった場合には、それ以降『自分の句』と主張しない」など）を説明。上記の疑惑については、「俳句の世界ではよくある話」として、疑惑を指摘された句の取り下げを東国原へ助言するだけにとどめた[88]。
- 2020年には、毎日放送による新型コロナウイルス感染拡大防止策の一環で、4月からスタジオ収録を一時見合わせていた。この期間には、上記の「プレバト通信添削」など、新規のスタジオ収録を伴わない特別編を編成。5月下旬から、無観客で収録を再開している。
  - 5月放送分までは、スタジオに浜田、玉巻（当時のアシスタント）、「俳句永世名人」の梅沢のみ登場。他の名人・特待生・挑戦者は、スタジオ以外の場所から中継で出演していたため、順位発表の席には中継用のモニターを人数分設置していた。放送上は、モニターの背景映像をCGで数パターン合成したうえで、査定結果の発表内容に応じてパターンを変えながら背景に組み込んでいた。また、俳句査定員の夏井は「伊月庵」（自宅のある松山市内で自身が庵主を務める句会場）からの中継で出演[89][注 65]。玉巻は、この期間から年末の放送分まで、査定の結果と査定員からのコメントを記した紙を浜田へ渡す際にマジックハンドを使っていた。
  - 2020年の6月上旬には、当番組のプロデューサーが、新型コロナウイルスへの感染が疑われる症状の発生をきっかけにPCR検査を受診。直近の収録予定日（同月9日）までに検査の結果が判明しなかったため、毎日放送では、同日のスタジオ収録を急遽延期[90]。翌10日には、当該プロデューサーの検査結果が陰性であることが報告された[91]。当番組では、収録場所と企画の変更を経て、12日に浜田・玉巻のみの出演で進行パートを急遽収録。「跡形もなく直された衝撃のお手本ランキング」を同月18日[92]、「夏井先生が選んだ歴代俳句ベスト50」を25日[93]に放送した。
  - 2020年9月17日放送分の「俳句 名人・特待生一斉査定」では、当初の収録日である8月下旬に、MCの浜田が夏風邪によって収録への参加を見合わせた。さらに、回復後に改めて設定された収録日では、査定対象の特待生（5人）全員のスケジュールが合わなかったことから、スタジオ収録には浜田、玉巻、夏井、梅沢、ジュニアのみが参加。上記の特待生については、収録済みのVTRを通じて査定結果を確認する模様を別途撮影したうえで、スタジオ収録の映像に組み込む措置を講じた。
- 2021年1月13日（水曜日）からTBSと系列局で順次放送されている『東大王』（TBSテレビ制作）の3時間スペシャル[注 66]では、「東大王チーム」「俳句チーム」「TBSアナウンサーチーム」「YouTuberチーム」によるスペシャルマッチが組まれたことから、当番組の俳句名人・特待生から藤本、ジュニア、皆藤、篠田、筒井が「俳句チーム」へ参加した。なお、俳句特待生3級の鈴木光は『東大王』のレギュラー出演者（いずれも収録時点）でもあることから、レギュラー版と同じく「東大王チーム」のメンバーとして登場している[94]。
- 放送開始10周年を迎えた2022年10月には、スタジオ収録のタイミングで10周年記念の取材会を開催。取材会に臨んだ浜田は、「『（MCを）10年もやっていたかな』という感じで、（自分にとってこの10年は）あっという間だった。今みたいに（企画が）俳句（などの「才能査定ランキング」）へ落ち着くまでは、スタッフが試行錯誤を繰り返しながらさまざまな企画を考えていたので、梅沢（富美男）さんにも訳の分からないマントを着させていたことが印象に残っている」[95]「企画が『才能査定ランキング』に固定されてからは、ずっと共演している人々への思いが強くなった」との表現で10年の歴史を振り返った。その一方で、自身がMCではなく、「才能査定ランキングへの挑戦者」として出演する可能性についても言及。「絵を描くことに多少の自信があるので、『色鉛筆』で皆さんをびっくりさせられるように何とか勉強したい」との意欲を示しつつも、「僕が何かの作品で出た時には（当番組の）『最終回』だと思って欲しい」と断言している[96]。
- 「才能査定ランキング」の俳句査定で「名人初段」に認定されていた三遊亭円楽が2022年9月30日（金曜日）に肺がんで逝去したことを受けて、翌週（10月6日）の当番組（レギュラー版として編成）では、当初から予定していた企画（「トーストアート」「俳句」の才能査定ランキングと梅沢による「永世名人のお手本」）に続いて「『俳句名人』三遊亭円楽さん　傑作の軌跡」という追悼企画を3分間にわたって放送。初登場（2016年4月14日放送分）で「特待生」に認定された句、2021年6月10日放送分の昇格試験で「名人」に認定された句、生前「辞世の句にしたい」と語っていた夏井からの添削句（2018年9月の「俳句タイトル戦　金秋戦」で査定）を、当時の出演シーンの映像と合わせて紹介することによって円楽への哀悼と感謝の意を示した[97][98]。
- TBSテレビの制作で2023年1月9日（月曜日・成人の日）に放送された『さんま・玉緒のお年玉あんたの夢をかなえたろかスペシャル2023』（全国ネット向けの特別番組）では、「『俳句の才能査定ランキング』を通じて梅沢のファンになった」という長崎県在住の小学3年生（放送時点）の男児を、当番組のスタジオで梅沢と初めて対面させる企画を実施。当番組でも、スタジオセット内の「永世名人席」へ男児を特別に座らせたり、梅沢から男児へのプレゼント用に番組グッズ（筆箱や俳句手帳）を提供したりするなど、この企画に協力していた。
  - 梅沢と対面した男児は、かつて梅沢にファンレターを送ったところ、梅沢から返信の手紙を送られていた。一方の梅沢は、「永世名人のお手本」で句集の完成を間近に控えていて、完成した暁に当番組を卒業することをこの収録までの放送で示唆していた。しかし、収録の最後に男児から激励のコメントを直々に寄せられたことを受けて、句集が完成してからも当番組への出演を続けることを明言している[99]。
- 藤本敏史（FUJIWARA）は、2023年の「金秋戦」収録からおよそ1ヶ月後（10月4日）に自家用車を運転中に別の乗用車への当て逃げ事故を起こしたため、芸能活動を当面の間自粛することを10月11日に発表した[100]。なお、自粛期間中の11月14日には、警視庁が藤本を道路交通法違反（事故不申告）の容疑で東京地方検察庁に書類送検[101]。翌2024年には、罰金を支払う旨の略式命令が1月17日に東京簡易裁判所から出されたことを受けて、2月23日から芸能活動を再開している[102]。
  - 2023年10月12日『実りの秋の3時間スペシャル』内で放送された「金秋戦」の決勝については、放送の前日（11日）に藤本の芸能活動自粛が発表されたことを受けて、前述した映像に「9月8日に収録しました」というテロップを急遽挿入[103]。ただし、本人の映像・音声および、スタジオセットに掲げられていた本人の肖像画には特段の編集（カットやモザイク処理など）を施さずに放送した[104]。TVerや「MBS動画イズム」でも、『実りの秋の3時間スペシャル』（「金秋戦」の決勝以外にも「大漁旗アートの才能査定ランキング」と「秋の水彩画コンクール2023」で構成）の本編映像を3本（前編・中編・後編）の動画に分割したうえで、上記のテロップ付き映像を放送時のまま「『実りの秋の3時間スペシャル』後編の動画」として放送後から配信した。
  - 「藤本の肖像画に黒いシルエットをかぶせた映像を放送する」という措置は、本人が芸能活動を再開したことを受けて、2024年3月28日放送分の「春光戦」（本人は不参加）でいったん解除。もっとも、この「春光戦」は千賀が優勝したことなどから、2024年4月4日・18日のレギュラー版で放送された映像には肖像画が写っていなかった。
  - 藤本は2024年4月25日放送分の「俳句の才能査定ランキング」で、半年振りにスタジオへ出演。夏井による作句の査定が再開されたことに伴う出演で、放送上は同日から、本人の肖像画に特段の処理が施されなくなった。その一方で、出演の再開に際しては、当て逃げを連想させるやり取りが浜田との間で展開されている[105]。
- 毎日放送が制作する番組でありながら、TBSテレビ系列の全局でフルネットを実施していることから、TBSグループが2020年から年に2回実施している「地球を笑顔にするWEEK」（SDGsの達成に向けた啓発キャンペーン）にも参加。「俳句の才能査定ランキング」をキャンペーンの期間中に放送する場合に、SDGsに関する「お題」が査定員の夏井から出されることもある。「俳句の才能査定ランキング」の「永世名人のお手本」では、シュレッダーからスタジオに撒き散らされた破片による「梅沢永世名人像」の製作が「地球を笑顔にするWEEK」と連動していることが、製作途上（キャンペーン期間中）の放送で明らかにされていた。
- 前述した『ごぶごぶラジオ』の母体番組で、毎日放送の本社が制作している『ごぶごぶ』の2024年7月6日・27日（同局）放送分では、梅沢を「相方（ゲスト）」に迎えてのロケを大阪市内で実施した。ロケの途中からは、「（本業である）舞台俳優としての活動などでたびたび来阪しているが、実際には（劇場などの）仕事先と宿泊先を往復するばかりで、大阪ならではの食べ物や市内の様子をよく知らない」という梅沢への案内役として、兵庫県出身・関西地方在住の清水も合流。「梅沢がロケ先への移動中に、当番組に向けた作句の苦労や裏話を浜田と清水に打ち明ける」という一幕もあった[106]。
- 2025年7月17日（木曜日）から同年8月4日（月曜日）まで、東京都渋谷区のタカシマヤタイムズスクエア（新宿高島屋）11階特設会場にて、本番組の放送開始から13年間、テレビで放映・紹介された本番組出演者による400点以上の俳句やアートや講師のお手本による作品などを中心に展示するイベントとして「プレバト才能アリ展」を開催した[107]。
  - このイベントの開催にあわせ、会場では展示のほか、一部日程において本番組出演者の芸能人によるトークショーや、講師陣によるスペシャルイベントも開催された。

## 受賞歴
- 放送文化基金賞（2017年度の第44回「個人・グループ部門」で俳句査定員の夏井いつきが受賞）
- 橋田賞（令和4年度の第31回で受賞）
- 2024年日本民間放送連盟賞・テレビ教養番組部門優秀賞（『俳句×SDGsの未来教室』）[108]
  - 『俳句×SDGsの未来教室』は、「地球を笑顔にするWEEK 2024春」の初日に当たる2024年4月28日（日曜日）の12:54  - 13:54に関西ローカルで放送された特別番組。夏井がスタディサプリの賛同を得ながら、知人の南麻理江（ハフポスト日本版エディター）と共に2023年5月から日本各地の高校で開いている出張授業から、滝川第二高等学校（毎日放送の放送対象地域である兵庫県神戸市西区に所在）と北海道東川高等学校での「特別授業」の模様を紹介していた。
  - 当番組からは、放送時点のアシスタントであった清水麻椰と、「俳句」「消しゴムハンコ」などの才能査定に参加している村山輝星（放送の時点では14歳）も滝川第二高校での「特別授業」の後に収録された映像を通じて出演[109]。さらに、放送の直後からは、本編の動画をTVer経由で日本全国に向けて期間限定で配信している。

## 書籍
- 『超辛口先生の赤ペン俳句教室』（朝日出版社、2014年11月29日、ISBN 978-4255008097）
  - 初版の刊行から2015年11月までの1年間で発売部数が5万部以上に達するなど、俳句関連の書籍としては異例のベストセラーを記録している[110]。
- 『2択で学ぶ赤ペン俳句教室』（ワニブックス、2017年10月30日、ISBN 978-4847096082）

以上はいずれも、「俳句の才能査定ランキング」の放送内容を基に夏井が執筆。番組内の俳句査定では、作句の際に以上の書籍を読んだことを、挑戦者が夏井や浜田に向けて語ることもある。
- 『句集　一人十色』（発行：ヨシモトブックス、発売：ワニブックス、2023年4月7日、ISBN 978-4847072703）
  - 「永世名人のお手本」から生まれた梅沢初の句集で、査定員の夏井が監修。
- 『あなたも才能アリになれる! 『プレバト!!』公式! 名画から学ぶ水彩画』（発行：ヨシモトブックス、発売：ワニブックス、2023年12月14日、ISBN 978-4847073809）
  - 「水彩画の才能査定ランキング」をベースに、査定員の野村が監修。刊行時点での「名人」「特待生」による作品から、野村が「名画」と認めた27点および、自身が過去の「お手本」で披露した水彩画のテクニックをジャンル別に収録している。ちなみに、東急ブラザ渋谷では、「プレバト!!水彩画展」の会期中に先行販売を実施。